# Premier League 2024-2025
La Premier League 2024-2025 è stata la 126ª edizione della massima divisione del campionato inglese di calcio, nonché la trentatreesima della Premier League. La stagione è iniziata il 16 agosto 2024 ed è terminata il 25 maggio 2025.
Il campionato è stato vinto dal Liverpool, che si è aggiudicato il titolo nazionale per la ventesima volta, a distanza di cinque anni dall'ultimo successo.

## Stagione

### Novità
Dalla stagione precedente sono state retrocesse Luton Town, Burnley e Sheffield Utd, ultime tre classificate. Dalla Championship, al loro posto, sono state promosse Leicester City, Ipswich Town e Southampton.

### Formula
Per l'ottava stagione consecutiva accedono alla fase campionato della UEFA Champions League 2025-2026 le prime quattro classificate. Accedono alla fase campionato della UEFA Europa League 2025-2026 la 5ª squadra classificata e la vincente della FA Cup; la vincente della League Cup accede agli spareggi della UEFA Conference League 2025-2026. Nel caso in cui le vincenti delle due coppe nazionali siano già qualificate alle coppe europee tramite il campionato, al loro posto si qualificheranno la 6ª in campionato alla UEFA Europa League ed eventualmente la 7ª alla UEFA Conference League. Nel caso in cui, come accaduto in quattro delle ultime cinque stagioni, le squadre inglesi siano fra le due migliori nazioni nelle coppe europee, la 5ª andrà in Champions, e le altre scaleranno di conseguenza qualificando nel caso l'8ª in Conference. Le ultime tre squadre classificate retrocedono nella Championship 2025-2026.

### Calciomercato

#### Sessione estiva

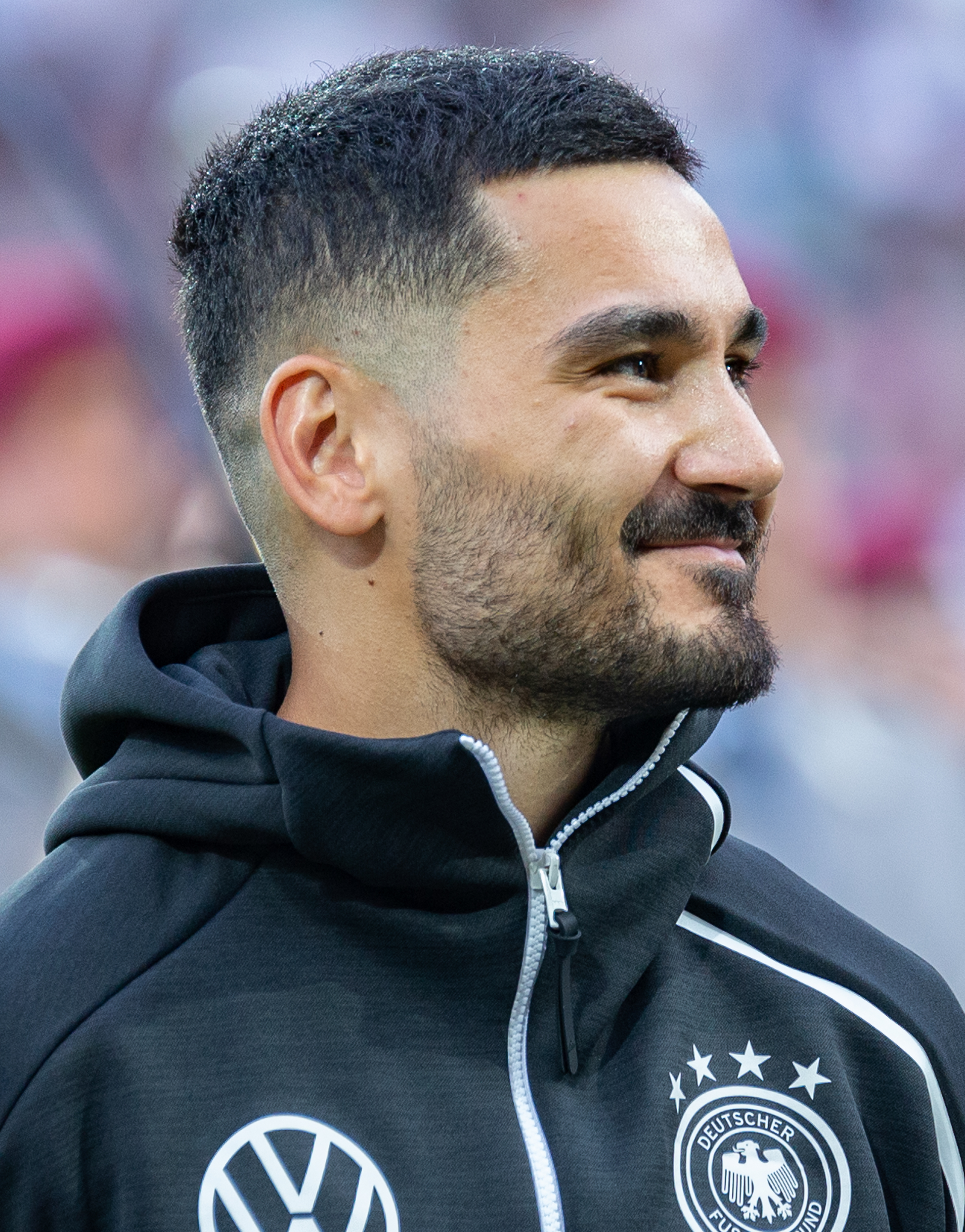
Il centrocampista tedesco İlkay Gündoğan fa ritorno dopo un solo anno tra le fila del campione d'Inghilterra.

Il Manchester City campione in carica si rinforza con l'acquisto dell'esterno d'attacco Savinho dal Troyes, ma affermatosi nell'ultima stagione in prestito al Girona, e con il clamoroso rientro del centrocampista Gündoğan, aggregato a parametro zero dopo un solo anno tra le file del Barcellona. Sul fronte uscite, i Citizens salutano il centravanti Álvarez, di fronte ad una cospicua somma offerta dall'Atlético Madrid, e i difensori Sergio Gómez, passato alla Real Sociedad, e João Cancelo, ceduto invece all'Al-Hilal dopo aver trascorso una stagione in prestito al Barcellona. L'Arsenal, accreditato nuovamente come principale antagonista al titolo, risponde invece con gli ingaggi del difensore Calafiori dal Bologna e del centrocampista Merino dalla Real Sociedad; nonché con i prestiti dell'attaccante Sterling dai rivali del Chelsea e del portiere Neto dal Bournemouth, quest'ultimo preso temporaneamente come sostituto del partente Ramsdale, venduto al Southampton. A lasciare i Gunners sono anche il terzino Tavares in direzione Lazio; i centrocampisti Elneny all'Al-Jazira e Smith Rowe al Fulham e le giovani punte Nketiah e Biereth, passati rispettivamente al Crystal Palace e allo Sturm Graz.
Per quanto riguarda le altre squadre partecipanti alla Champions League, il Liverpool congeda dopo nove anni lo storico allenatore Klopp ed affida la panchina all'olandese Slot, reduce dall'ottima esperienza alla guida del Feyenoord. I Reds si limitano all'acquisto dell'attaccante Chiesa dalla Juventus e del portiere Mamardashvili dal Valencia, quest'ultimo lasciato poi contestualmente in prestito annuale al club spagnolo, mentre in uscita salutano due pilastri dell'ultimo decennio quali Thiago e Matip, entrambi ritiratisi dall'attività agonistica, oltre al dodicesimo Adrián, accasatosi al Betis da svincolato. L'Aston Villa, che torna a disputare il massimo torneo continentale dopo un quarantennio, cede l'attaccante Diaby all'Al-Ittihad e il centrocampista Douglas Luiz alla Juventus, ricevendo in cambio dalla squadra torinese anche l'esterno Iling-Junior e il mediano Barrenechea, girati poi vicendevolmente in prestito a Bologna e Valencia, e li rimpiazza rispettivamente con Maatsen dal Chelsea e Onana dall'Everton. La società di Birmingham accoglie inoltre l'attaccante Philogene dall'Hull City e il centrocampista Barkley dal Luton Town, il cui arrivo si tratta di un ritorno dopo una breve parentesi in prestito quattro anni prima, però d'altro canto vende il trequartista Iroegbunam all'Everton e il difensore Chambers al Cardiff City.

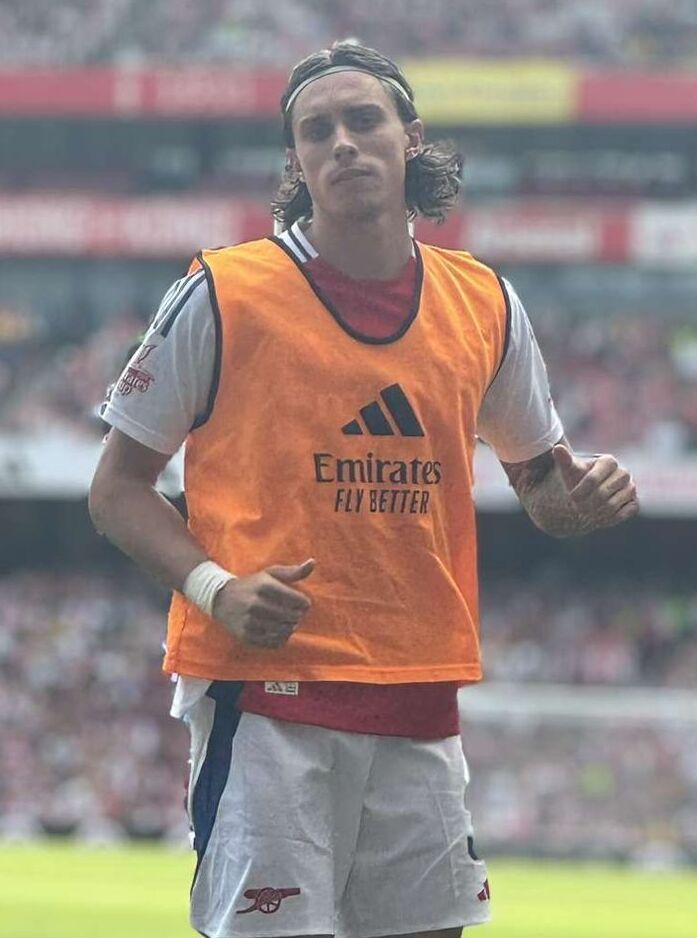
Il difensore italiano Riccardo Calafiori è il tesseramento principale dell'Arsenal pretendente al titolo.

Per quanto concerne le restanti formazioni impegnate nelle coppe europee, il Tottenham versa 65 milioni di euro nelle casse del Bournemouth per accaparrarsi l'attaccante Solanke, compiendo il colpo più oneroso della sessione estiva, e mira inoltre al ringiovanimento della rosa con gli arrivi del centrocampista Gray dal Leeds Utd e della punta Odobert dal Burnley; mentre a dire addio ai londinesi sono il difensore Emerson Royal, aggregatosi al Milan, e i mediani Lo Celso, Ndombele e Højbjerg, passati a titolo definitivo rispettivamente a Betis, Nizza e Olympique Marsiglia. Il Manchester Utd, qualificatosi anch'esso in Europa League grazie alla vittoria della coppa nazionale, opera un'ingente campagna acquisti: alla corte di ten Hag approdano infatti i difensori Yoro dal Lilla e de Ligt e Mazraoui dal Bayern Monaco; nonché il centrocampista Ugarte dal Paris Saint-Germain e l'attaccante Zirkzee dal Bologna; invece sul fronte uscite, i Red Devils lasciano prima partire il terzino Wan-Bissaka al West Ham Utd; il trequartista McTominay al Napoli e l'esterno Greenwood all'Olympique Marsiglia; e poi si liberano di diversi esuberi come Varane e Martial, accordatisi a parametro zero con Como e AEK Atene; oltre che van de Beek e Pellistri, ceduti a Girona e Panathīnaïkos, ed infine di alcuni prospetti quali Kambwala, Mejbri e Forson, ingaggiati rispettivamente da Villarreal, Burnley e Monza. Il Chelsea, partecipante alla Conference League, riparte dall'italiano Maresca in panchina, dopo la rescissione consensuale con l'ex tecnico Pochettino, e puntella la squadra con gli innesti del portiere Jørgensen dal Villarreal; dei difensori Adarabioyo dal Fulham, Anselmino dal Boca Juniors, che rimane contestualmente al club argentino fino all'estate seguente, e Veiga dal Basilea; del centrocampista Dewsbury-Hall dal Leicester City e degli attaccanti Pedro Neto dal Wolverhampton, Guiu dal Barcellona, Sancho in prestito dal Manchester Utd e João Félix dall'Atlético Madrid, con quest'ultimo che torna a vestire la maglia dei Blues dopo il semestre in prestito di due stagioni prima. A salutare la formazione londinese sono invece lo storico difensore Thiago Silva, che torna in patria al Fluminense, il centrocampista Gallagher, ceduto all'Atlético Madrid, e la punta Lukaku, acquistato in via definitiva dal Napoli.  

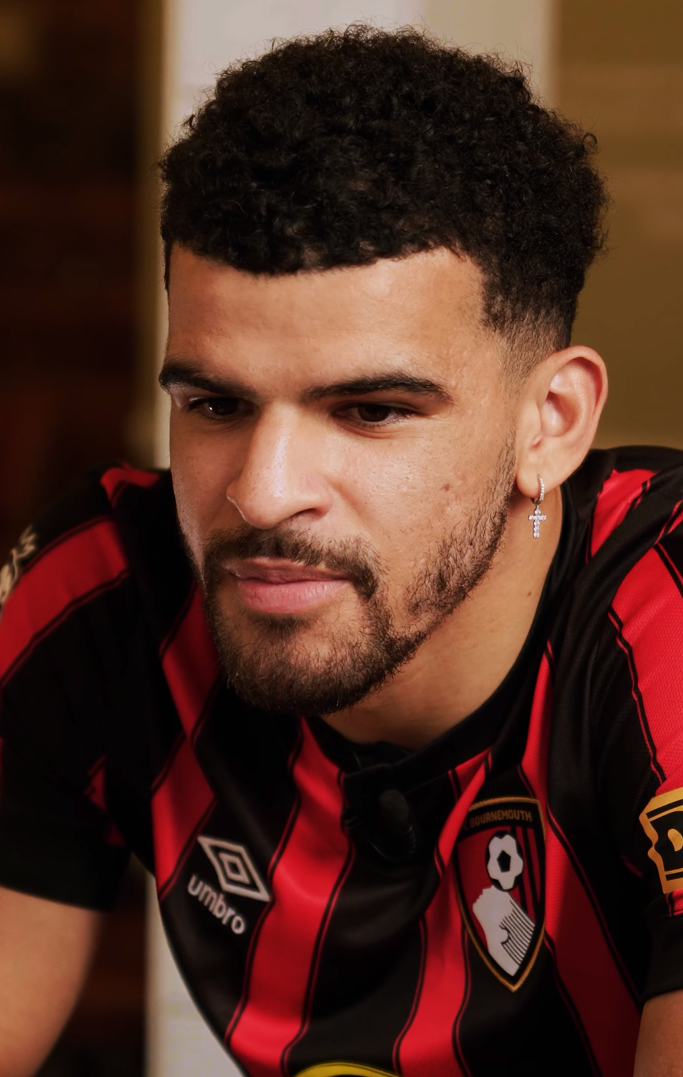
L'attaccante inglese Dominic Solanke, rinforzo del, è l'acquisto più oneroso della sessione estiva di calciomercato.

Tra le altre squadre, il Newcastle Utd prende l'attaccante Osula dallo Sheffield Utd; il difensore Kelly dal Bournemouth e il portiere Vlachodīmos dal Nottingham Forest quale nuovo dodicesimo al posto dello svincolato Karius; mentre a salutare i Magpies sono giocatori di lungo corso come Ritchie, Hendrick e Dummett, che portano i loro contratti a scadenza naturale e scelgono appunto di non rinnovare. Il West Ham Utd, che dopo quattro anni cambia guida tecnica con lo spagnolo Lopetegui in sostituzione di Moyes, non bada a spese e preleva, oltre al sopracitato Wan-Bissaka, anche il portiere Foderingham dallo Sheffield Utd; i difensori Kilman dal Wolverhampton e Todibo dal Nizza, aggregati per colmare lo spazio lasciato dagli addii di Ogbonna al Watford e di Aguerd alla Real Sociedad; il centrocampista Rodríguez dal Betis e gli attaccanti Füllkrug dal Borussia Dortmund, Summerville dal Leeds Utd e Luis Guilherme dal Palmeiras. Il Crystal Palace investe il ricavato della remunerativa cessione di Olise al Bayern Monaco per comprare il sopraindicato Nketiah dall'Arsenal, i difensori Lacroix dal Wolfsburg e Riad dal Barcellona e i trequartisti Sarr dall'Olympique Marsiglia e Kamada dalla Lazio, quest'ultimo giunto invece a parametro zero. Il Brighton del nuovo allenatore Hürzeler, che succede al dimissionario De Zerbi, si rivela essere una delle squadre più attive e dispendiose sul mercato: dopo aver formalizzato le vendite di Gilmour al Napoli, Groß al Borussia Dortmund e Dahoud all'Eintracht Francoforte, i Seagulls accolgono il difensore turco Kadıoğlu dal Fenerbahçe; il mediano olandese Wieffer dal Feyenoord; il trequartista danese O'Riley dal Celtic; l'esterno gambiano Minteh dal Newcastle Utd; la mezzala tedesca Gruda dal Magonza ed infine il centravanti francese Rutter dal Leeds Utd. Il Bournemouth, potendo contare sul fruttifero trasferimento di Solanke al Tottenham, porta tra le proprie fila il portiere Kepa Arrizabalaga in prestito annuale dal Chelsea; i difensori Araujo e Huijsen, acquistati rispettivamente da Barcellona e Juventus, e gli attaccanti Evanilson dal Porto, Sinisterra dal Leeds Utd e Ünal dal Getafe. Il Fulham cede il mediano João Palhinha al Bayern Monaco e per rimpiazzarlo attua un doppio colpo costituito dal sopracitato Smith Rowe dall'Arsenal e Berge dal Burnley; mentre in difesa punta sugli arrivi del danese Andersen dal Crystal Palace e dello spagnolo Cuenca dal Villarreal; in fase offensiva giungono invece gli esterni inglesi Sessegnon dal Tottenham, che torna a vestire la maglia bianconera dopo cinque stagioni, e Nelson dall'Arsenal, quest'ultimo con la formula del prestito con diritto di riscatto. In uscita, i Cottagers si liberano prevalentemente di giocatori in scadenza quali Rodák, Ream, Kongolo, Mbabu e Willian, che si legano poi a titolo gratuito coi loro nuovi club. Il Wolverhampton accoglie il portiere Johnstone dal Crystal Palace; il centrocampista André dal Fluminense e gli attaccanti Rodrigo Gomes dal Braga e Strand Larsen dal Celta Vigo; mentre ad aggiungersi alle partenze di Kilman e Pedro Neto vi è anche quella dell'ala Podence, che si accasa all'Al-Shabab. L'Everton, avvalendosi delle cessioni di Onana all'Aston Villa, Godfrey all'Atalanta e Maupay all'Olympique Marsiglia, nonché dei concomitanti addii degli svincolati Alli e Gomes, acquista il portiere Begović dal QPR; il difensore O'Brien dall'Olympique Lione, club da cui proviene anche in prestito il mediano Mangala; il trequartista Ndiaye dalla società marsigliese e gli attaccanti Broja e Lindstrøm, presi rispettivamente in prestito da Chelsea e Napoli. Il Brentford perde il prolifico centravanti Toney, passato all'Al-Ahli, ma si rafforza in ogni reparto con gli arrivi del difensore olandese van den Berg e del centrocampista portoghese Carvalho, entrambi tesserati dal Liverpool, e degli attaccanti brasiliani Igor Thiago dal Club Bruges e Gustavo Nunes dal Grêmio. A salutare le Bees sono inoltre il mediano Onyeka, dato in prestito all'Augusta, e diversi giocatori di lungo corso come il portiere Strakosha; il difensore Jørgensen; il centrocampista Baptiste e l'esterno Ghoddos, che lasciano tutti definitivamente a parametro zero. Il Nottingham Forest è artefice di una movimentata campagna trasferimenti: in entrata, i Tricky Trees danno il benvenuto al portiere Carlos Miguel dal Corinthians; ai difensori Milenković dalla Fiorentina e Morato dal Benfica, nonché Stamenić dalla Stella Rossa e Carmo dal Porto, entrambi girati però in prestito annuale all'Olympiacos; al centrocampista Anderson dal Newcastle Utd e agli esterni d'attacco Jota dal Vitória Guimarães e Sosa dal Talleres; a cui si aggiungono anche i prestiti del terzino Àlex Moreno dall'Aston Villa e del trequartista Ward-Prowse dal West Ham Utd; mentre in uscita, vengono ceduti Worrall al Burnley, McKenna al Las Palmas, Mbe Soh al Beerschot VA e Mangala e Niakhaté all'Olympique Lione, con il primo che viene poi spedito in prestito all'Everton dalla formazione francese; oltre che Arter, Felipe e Kouyaté, i quali rimangono tuttavia svincolati.

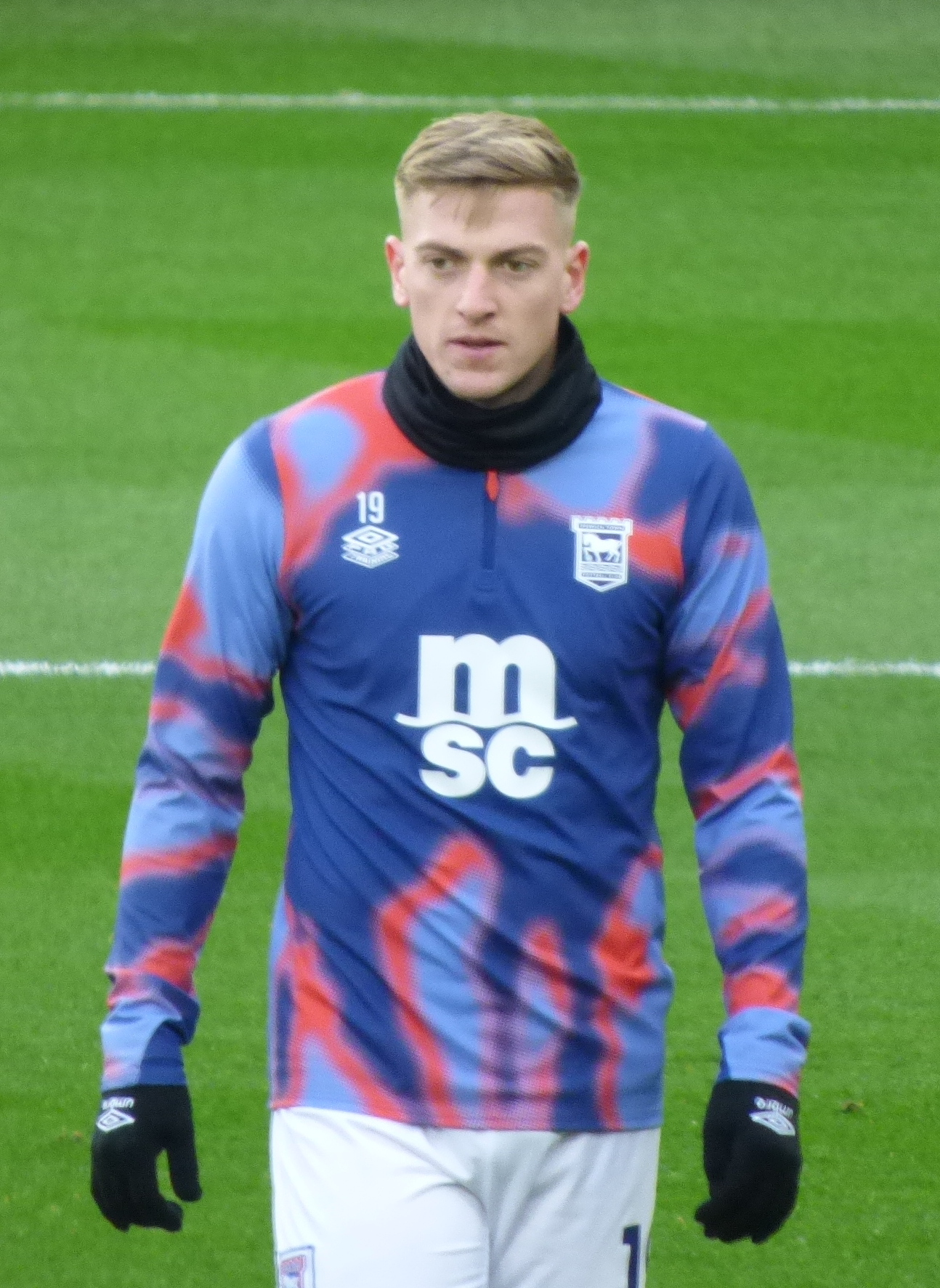
Il centravanti inglese Liam Delap, acquisto del neopromosso Ipswich Town, si rivela una delle maggiori sorprese del campionato.

Per quanto riguarda i club neopromossi, il Leicester City riparte dal gallese Cooper in panchina, dopo l'uscita di Maresca in direzione Chelsea, e mira a puntellare la rosa con i tesseramenti del difensore Okoli dall'Atalanta; dei centrocampisti El Khannouss dal Genk, Skipp dal Tottenham e Reid dal Fulham; e dell'attaccante Ayew dal Crystal Palace, integrando inoltre in prestito Édouard dalla medesima squadra londinese e Buonanotte dal Brighton. A salutare le Foxes sono invece la storica mezzala Albrighton, ritiratosi dall'attività agonistica; il mediano Praet, passato all'Anversa, ed il centravanti Iheanacho, accasatosi al Siviglia. L'Ipswich Town, tornato in massima serie dopo ventidue anni, sfoltisce molte seconde linee ed acquista il portiere Murić dal Burnley; i difensori Johnson dal West Ham Utd, Greaves dall'Hull City, Townsend dal West Bromwich e O'Shea dal Burnley; i centrocampisti Phillips e Cajuste, giunti però in prestito secco da Manchester City e Napoli; e gli attaccanti Clarke dal Sunderland, Ogbene dal Luton Town, Szmodics dal Blackburn e Delap dal Manchester City. Il Southampton opera anch'esso in entrata: oltre al sopra menzionato portiere Ramsdale dall'Arsenal, arrivano pure i difensori Harwood-Bellis dal Manchester City e Sugawara dall'AZ Alkmaar; i centrocampisti Downes dal West Ham Utd, Mateus Fernandes dallo Sporting Lisbona e Lallana dal Brighton, con quest'ultimo che torna a vestire la maglia biancorossa dopo dieci anni; e gli attaccanti Archer dall'Aston Villa e Brereton dal Villarreal; ai quali si aggregano anche il mediano Ugochukwu e l'esterno Cornet, presi solamente in prestito da Chelsea e West Ham Utd. Sul fronte cessioni, i Saints lasciano partire i difensori Lyanco all'Atlético Mineiro e Perraud al Betis; i centrocampisti Alcaraz al Flamengo e Armstrong ai Vancouver Whitecaps; e gli attaccanti Adams al Torino e Mara allo Strasburgo.

#### Sessione invernale

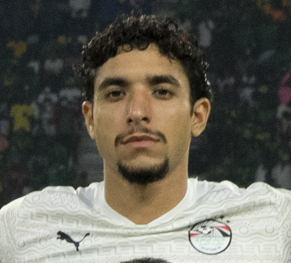
L'attaccante egiziano Omar Marmoush, rinforzo invernale del Manchester City, è l'acquisto più costoso dell'intero calciomercato inglese.

Durante la sessione invernale, è il Manchester City a compiere gli spostamenti di maggiore rilievo: alla corte di Guardiola arrivano difatti l'attaccante Marmoush dall'Eintracht Francoforte, che si rivela l'operazione più costosa dell'intero calciomercato inglese con un esborso pari a 75 milioni di euro, il centrocampista González dal Porto e i difensori Khusanov dal Lens e Vitor Reis dal Palmeiras; mentre in uscita, i Citizens congedano solamente il terzino Walker, mandato in prestito al Milan. L'Aston Villa sfrutta la remunerativa cessione della punta Durán all'Al-Nassr per poter acquistare l'esterno Malen dal Borussia Dortmund e il terzino García dal Levante; nonché per definire gli arrivi in prestito oneroso del difensore Disasi dal Chelsea e degli attaccanti Asensio dal Paris Saint-Germain e Rashford dal Manchester Utd. A lasciare invece i Villains sono anche il difensore Diego Carlos, accasatosi al Fenerbahçe, e il trequartista Buendía, passato al Bayer Leverkusen. Il Nottingham Forest, stanziatosi a sorpresa tra le prime posizioni in classifica, non opera in entrata, limitandosi a cedere il difensore Omobamidele allo Strasburgo; così come il Newcastle Utd, che lascia partire a titolo definitivo l'attaccante Almirón all'Atlanta United e il difensore Kelly alla Juventus dopo un solo semestre di permanenza. Il Chelsea accoglie invece il centrocampista Amougou dal Saint-Étienne, che fa da contraltare alla vendita del mediano Casadei al Torino, coadiuvato alle partenze in prestito del difensore Veiga alla Juventus, del trequartista Chukwuemeka al Borussia Dortmund e dell'ala João Félix al Milan.
Tra le altre squadre, il Brighton compra il centravanti greco Tzimas dal Norimberga ed il centrocampista paraguaiano Gómez dall'Inter Miami; mentre il Fulham riporta tra le proprie fila l'attaccante brasiliano Willian dall'Olympiacos. Il Bournemouth preleva il difensore argentino Soler dal Lanús e la punta francese Kroupi dal Lorient e cede in prestito semestrale il portiere Travers al Middlesbrough, il terzino Aarons al Valencia e il mediano Billing al Napoli. Il Brentford sostituisce il difensore Rasmussen, passato al Wolfsburg, con Kayode dalla Fiorentina; invece il West Ham Utd prende l'attaccante Ferguson dal Brighton e richiama dai rispettivi prestiti il centrocampista Ward-Prowse dal Nottingham Forest e l'esterno Cornet dal Southampton, girando però quest'ultimo al Genoa per un semestre. Il Tottenham e il Manchester Utd, relegate clamorosamente nei bassifondi della classifica, intervengono parzialmente sul mercato: gli Spurs acquistano il portiere Kinský dallo Slavia Praga, il difensore Danso dal Lens e l'attaccante Tel dal Bayern Monaco; mentre i Red Devils, al culmine di una gestione altalenante, esonerano in primis l'allenatore ten Hag ed affidano la panchina al portoghese Amorim, protagonista di ottime stagioni allo Sporting Lisbona, e in secondo luogo tesserano il terzino Dorgu dal Lecce come unico rinforzo invernale. Il Crystal Palace accoglie l'esterno Esse dal Millwall e il difensore Chilwell in prestito dal Chelsea; invece l'Everton, convivendo con l'avvicendamento tecnico tra Dyche e Moyes, preleva il centrocampista Alcaraz dal Flamengo. Il Wolverhampton, anch'esso vittima di cambio in panchina con Vítor Pereira che subentra al congedato O'Neil, lascia partire il centrocampista Lemina al Galatasaray, rimpiazzandolo con l'arrivo di Munetsi dal Reims, e rafforza il pacchetto difensivo con gli acquisti di Agbadou, anch'egli prelevato dalla società transalpina, e di Djiga dalla Stella Rossa. Per quanto concerne la zona retrocessione: il Leicester City prende il terzino Coulibaly dal Parma e cede l'attaccante Cannon allo Sheffield Utd; l'Ipswich Town tessera l'esterno Philogene dall'Aston Villa e il portiere Palmer dal West Bromwich, per poi assicurarsi anche i prestiti semestrali del difensore Godfrey dall'Atalanta e del trequartista Enciso dal Brighton; mentre il Southampton, fanalino di coda, accoglie il difensore Welington dal San Paolo e il centrocampista Grønbæk in prestito dal Rennes.   

## Squadre partecipanti
| Squadra           | Stagione | Città                         | Stadio                      | Stagione precedente                                                |
| ----------------- | -------- | ----------------------------- | --------------------------- | ------------------------------------------------------------------ |
| Arsenal           | dettagli | Londra (Islington)            | Emirates Stadium            | 2º posto in Premier League                                         |
| Aston Villa       | dettagli | Birmingham                    | Villa Park                  | 4º posto in Premier League                                         |
| Bournemouth       | dettagli | Bournemouth                   | Dean Court                  | 12º posto in Premier League                                        |
| Brentford         | dettagli | Londra (Brentford)            | Brentford Community Stadium | 16º posto in Premier League                                        |
| Brighton          | dettagli | Brighton & Hove               | Falmer Stadium              | 11º posto in Premier League                                        |
| Chelsea           | dettagli | Londra (Hammersmith e Fulham) | Stamford Bridge             | 6º posto in Premier League                                         |
| Crystal Palace    | dettagli | Londra (Croydon)              | Selhurst Park               | 10º posto in Premier League                                        |
| Everton           | dettagli | Liverpool                     | Goodison Park               | 15º posto in Premier League                                        |
| Fulham            | dettagli | Londra (Hammersmith e Fulham) | Craven Cottage              | 13º posto in Premier League                                        |
| Ipswich Town      | dettagli | Ipswich                       | Portman Road                | 2º posto in Football League Championship, promosso                 |
| Leicester City    | dettagli | Leicester                     | King Power Stadium          | 1º posto in Football League Championship, promosso                 |
| Liverpool         | dettagli | Liverpool                     | Anfield                     | 3º posto in Premier League                                         |
| Manchester City   | dettagli | Manchester                    | Etihad Stadium              | Campione d'Inghilterra                                             |
| Manchester Utd    | dettagli | Manchester                    | Old Trafford                | 8º posto in Premier League                                         |
| Newcastle Utd     | dettagli | Newcastle upon Tyne           | St James' Park              | 7º posto in Premier League                                         |
| Nottingham Forest | dettagli | Nottingham                    | City Ground                 | 17º posto in Premier League                                        |
| Southampton       | dettagli | Southampton                   | St Mary's Stadium           | 4º posto in Football League Championship, promosso dopo i play-off |
| Tottenham         | dettagli | Londra (Tottenham)            | Tottenham Hotspur Stadium   | 5º posto in Premier League                                         |
| West Ham Utd      | dettagli | Londra (Stratford)            | London Stadium              | 9º posto in Premier League                                         |
| Wolverhampton     | dettagli | Wolverhampton                 | Molineux Stadium            | 14º posto in Premier League                                        |

## Allenatori e primatisti
| Squadra           | Allenatore                                                                         | Calciatore più presente                 | Cannoniere                                 |
| ----------------- | ---------------------------------------------------------------------------------- | --------------------------------------- | ------------------------------------------ |
| Arsenal           | Mikel Arteta                                                                       | David Raya Leandro Trossard (38)        | Kai Havertz (9)                            |
| Aston Villa       | Unai Emery                                                                         | Ollie Watkins (38)                      | Ollie Watkins (16)                         |
| Bournemouth       | Andoni Iraola                                                                      | Milos Kerkez (38)                       | Justin Kluivert (12)                       |
| Brentford         | Thomas Frank                                                                       | 5 giocatori (38)                        | Bryan Mbeumo (20)                          |
| Brighton          | Fabian Hürzeler                                                                    | Kaoru Mitoma Bart Verbruggen (36)       | João Pedro Kaoru Mitoma Danny Welbeck (10) |
| Chelsea           | Enzo Maresca                                                                       | Moisés Caicedo (38)                     | Cole Palmer (15)                           |
| Crystal Palace    | Oliver Glasner                                                                     | Dean Henderson Ismaïla Sarr (38)        | Jean-Philippe Mateta (14)                  |
| Everton           | Sean Dyche (1ª-20ª) David Moyes (21ª-38ª)                                          | Jordan Pickford (38)                    | Iliman Ndiaye (9)                          |
| Fulham            | Marco Silva                                                                        | Raúl Jiménez Alex Iwobi Bernd Leno (38) | Raúl Jiménez (12)                          |
| Ipswich Town      | Kieran McKenna                                                                     | Liam Delap (37)                         | Liam Delap (12)                            |
| Leicester City    | Steve Cooper (1ª-12ª) Ben Dawson (13ª) Ruud van Nistelrooij (14ª-38ª)              | James Justin (36)                       | Jamie Vardy (9)                            |
| Liverpool         | Arne Slot                                                                          | Mohamed Salah (38)                      | Mohamed Salah (29)                         |
| Manchester City   | Pep Guardiola                                                                      | Joško Gvardiol (37)                     | Erling Haaland (22)                        |
| Manchester Utd    | Erik ten Hag (1ª-9ª) Ruud van Nistelrooij (10ª-11ª) Rúben Amorim (12ª-38ª)         | Noussair Mazraoui (37)                  | Amad Diallo Bruno Fernandes (8)            |
| Newcastle Utd     | Eddie Howe                                                                         | Bruno Guimarães (38)                    | Alexander Isak (23)                        |
| Nottingham Forest | Nuno Espírito Santo                                                                | Anthony Elanga Matz Sels (38)           | Chris Wood (20)                            |
| Southampton       | Russell Martin (1ª-16ª) Simon Rusk (17ª) Ivan Jurić (18ª-31ª) Simon Rusk (32ª-38ª) | Mateus Fernandes (36)                   | Paul Onuachu (4)                           |
| Tottenham         | Ange Postecoglou                                                                   | Pape Matar Sarr (36)                    | Brennan Johnson (11)                       |
| West Ham Utd      | Julen Lopetegui (1ª-20ª) Graham Potter (21ª-38ª)                                   | Max Kilman (38)                         | Jarrod Bowen (13)                          |
| Wolverhampton     | Gary O'Neil (1ª-16ª) Vítor Pereira (17ª-38ª)                                       | Rayan Aït-Nouri (37)                    | Matheus Cunha (15)                         |

## Classifica finale
|         | Pos. | Squadra           | Pt | G  | V  | N  | P  | GF | GS | DR  |
| ------- | ---- | ----------------- | -- | -- | -- | -- | -- | -- | -- | --- |
|         | 1.   | Liverpool         | 84 | 38 | 25 | 9  | 4  | 86 | 41 | +45 |
|         | 2.   | Arsenal           | 74 | 38 | 20 | 14 | 4  | 69 | 34 | +35 |
|         | 3.   | Manchester City   | 71 | 38 | 21 | 8  | 9  | 72 | 44 | +28 |
|         | 4.   | Chelsea           | 69 | 38 | 20 | 9  | 9  | 64 | 43 | +21 |
|         | 5.   | Newcastle Utd     | 66 | 38 | 20 | 6  | 12 | 68 | 47 | +21 |
|         | 6.   | Aston Villa       | 66 | 38 | 19 | 9  | 10 | 58 | 51 | +7  |
| [ 309 ] | 7.   | Nottingham Forest | 65 | 38 | 19 | 8  | 11 | 58 | 46 | +12 |
|         | 8.   | Brighton          | 61 | 38 | 16 | 13 | 9  | 66 | 59 | +7  |
|         | 9.   | Bournemouth       | 56 | 38 | 15 | 11 | 12 | 58 | 46 | +12 |
|         | 10.  | Brentford         | 56 | 38 | 16 | 8  | 14 | 66 | 57 | +9  |
|         | 11.  | Fulham            | 54 | 38 | 15 | 9  | 14 | 54 | 54 | 0   |
| [ 309 ] | 12.  | Crystal Palace    | 53 | 38 | 13 | 14 | 11 | 51 | 51 | 0   |
|         | 13.  | Everton           | 48 | 38 | 11 | 15 | 12 | 42 | 44 | -2  |
|         | 14.  | West Ham Utd      | 43 | 38 | 11 | 10 | 17 | 46 | 62 | -16 |
|         | 15.  | Manchester Utd    | 42 | 38 | 11 | 9  | 18 | 44 | 54 | -10 |
|         | 16.  | Wolverhampton     | 42 | 38 | 12 | 6  | 20 | 54 | 69 | -15 |
| [ 310 ] | 17.  | Tottenham         | 38 | 38 | 11 | 5  | 22 | 64 | 65 | -1  |
|         | 18.  | Leicester City    | 25 | 38 | 6  | 7  | 25 | 33 | 80 | -47 |
|         | 19.  | Ipswich Town      | 22 | 38 | 4  | 10 | 24 | 36 | 82 | -46 |
|         | 20.  | Southampton       | 12 | 38 | 2  | 6  | 30 | 26 | 86 | -60 |

Legenda:
      Campione d'Inghilterra e ammessa alla fase campionato della  UEFA Champions League 2025-2026
      Ammesse alla fase campionato della UEFA Champions League 2025-2026
      Ammesse alla fase campionato della  UEFA Europa League 2025-2026
      Ammessa agli spareggi della  UEFA Conference League 2025-2026
      Retrocesse in  Football League Championship 2025-2026
Regolamento:
Tre punti per la vittoria, uno per il pareggio, zero per la sconfitta.

### Squadra campione
| Formazione tipo | Giocatori (presenze)        |
| --- | --------------------------- |
| Alisson Alexander-Arnold Van Dijk Konaté Robertson Gravenberch Mac Allister Szoboszlai Salah Díaz Gakpo | Alisson (28)                |
| Alisson Alexander-Arnold Van Dijk Konaté Robertson Gravenberch Mac Allister Szoboszlai Salah Díaz Gakpo | Trent Alexander-Arnold (33) |
| Alisson Alexander-Arnold Van Dijk Konaté Robertson Gravenberch Mac Allister Szoboszlai Salah Díaz Gakpo | Virgil van Dijk (37)        |
| Alisson Alexander-Arnold Van Dijk Konaté Robertson Gravenberch Mac Allister Szoboszlai Salah Díaz Gakpo | Ibrahima Konaté (31)        |
| Alisson Alexander-Arnold Van Dijk Konaté Robertson Gravenberch Mac Allister Szoboszlai Salah Díaz Gakpo | Andrew Robertson (33)       |
| Alisson Alexander-Arnold Van Dijk Konaté Robertson Gravenberch Mac Allister Szoboszlai Salah Díaz Gakpo | Ryan Gravenberch (37)       |
| Alisson Alexander-Arnold Van Dijk Konaté Robertson Gravenberch Mac Allister Szoboszlai Salah Díaz Gakpo | Alexis Mac Allister (35)    |
| Alisson Alexander-Arnold Van Dijk Konaté Robertson Gravenberch Mac Allister Szoboszlai Salah Díaz Gakpo | Dominik Szoboszlai (36)     |
| Alisson Alexander-Arnold Van Dijk Konaté Robertson Gravenberch Mac Allister Szoboszlai Salah Díaz Gakpo | Mohamed Salah (38)          |
| Alisson Alexander-Arnold Van Dijk Konaté Robertson Gravenberch Mac Allister Szoboszlai Salah Díaz Gakpo | Luis Fernando Díaz (36)     |
| Alisson Alexander-Arnold Van Dijk Konaté Robertson Gravenberch Mac Allister Szoboszlai Salah Díaz Gakpo | Cody Gakpo (35)             |
| Alisson Alexander-Arnold Van Dijk Konaté Robertson Gravenberch Mac Allister Szoboszlai Salah Díaz Gakpo | Allenatore: Arne Slot       |
| Altri giocatori: Curtis Jones (33), Darwin Núñez (30), Diogo Jota (26), Wataru Endō (20), Conor Bradley (19), Harvey Elliott (18), Kōstas Tsimikas (18), Jarell Quansah (13), Caoimhín Kelleher (10), Joe Gomez (9), Federico Chiesa (6), Vítězslav Jaroš (1), Jayden Danns (1). |                             |

## Risultati

### Tabellone
Ogni riga indica i risultati casalinghi della squadra segnata a inizio della riga, contro le squadre segnate colonna per colonna (che invece avranno giocato l'incontro in trasferta). Al contrario, leggendo la colonna di una squadra si avranno i risultati ottenuti dalla stessa in trasferta, contro le squadre segnate in ogni riga, che invece avranno giocato l'incontro in casa.
|                   | ARS  | ASV  | BOU  | BRE  | BHA  | CHE  | CRY  | EVE  | FUL  | IPS  | LEI  | LIV  | MCI  | MUN  | NEW  | NOT  | SOU  | TOT  | WHU  | WOL  |
| ----------------- | ---- | ---- | ---- | ---- | ---- | ---- | ---- | ---- | ---- | ---- | ---- | ---- | ---- | ---- | ---- | ---- | ---- | ---- | ---- | ---- |
| Arsenal           | –––– | 2-2  | 1-2  | 1-1  | 1-1  | 1-0  | 2-2  | 0-0  | 2-1  | 1-0  | 4-2  | 2-2  | 5-1  | 2-0  | 1-0  | 3-0  | 3-1  | 2-1  | 0-1  | 2-0  |
| Aston Villa       | 0-2  | –––– | 1-1  | 3-1  | 2-2  | 2-1  | 2-2  | 3-2  | 1-0  | 1-1  | 2-1  | 2-2  | 2-1  | 0-0  | 4-1  | 2-1  | 1-0  | 2-0  | 1-1  | 3-1  |
| Bournemouth       | 2-0  | 0-1  | –––– | 1-2  | 1-2  | 0-1  | 0-0  | 1-0  | 1-0  | 1-2  | 2-0  | 0-2  | 2-1  | 1-1  | 1-1  | 5-0  | 3-1  | 1-0  | 1-1  | 0-1  |
| Brentford         | 1-3  | 0-1  | 3-2  | –––– | 4-2  | 0-0  | 2-1  | 1-1  | 2-3  | 4-3  | 4-1  | 0-2  | 2-2  | 4-3  | 4-2  | 0-2  | 3-1  | 0-2  | 1-1  | 5-3  |
| Brighton          | 1-1  | 0-3  | 2-1  | 0-0  | –––– | 3-0  | 1-3  | 0-1  | 2-1  | 0-0  | 2-2  | 3-2  | 2-1  | 2-1  | 1-1  | 2-2  | 1-1  | 3-2  | 3-2  | 2-2  |
| Chelsea           | 1-1  | 3-0  | 2-2  | 2-1  | 4-2  | –––– | 1-1  | 1-0  | 1-2  | 2-2  | 1-0  | 3-1  | 0-2  | 1-0  | 2-1  | 1-1  | 4-0  | 1-0  | 2-1  | 3-1  |
| Crystal Palace    | 1-5  | 4-1  | 0-0  | 1-2  | 2-1  | 1-1  | –––– | 1-2  | 0-2  | 1-0  | 2-2  | 0-1  | 2-2  | 0-0  | 1-1  | 1-1  | 2-1  | 1-0  | 0-2  | 4-2  |
| Everton           | 1-1  | 0-1  | 2-3  | 0-0  | 0-3  | 0-0  | 2-1  | –––– | 1-1  | 2-2  | 4-0  | 2-2  | 0-2  | 2-2  | 0-0  | 0-2  | 2-0  | 3-2  | 1-1  | 4-0  |
| Fulham            | 1-1  | 1-3  | 2-2  | 2-1  | 3-1  | 1-2  | 0-2  | 1-3  | –––– | 2-2  | 2-1  | 3-2  | 0-2  | 0-1  | 3-1  | 2-1  | 0-0  | 2-0  | 1-1  | 1-4  |
| Ipswich Town      | 0-4  | 2-2  | 1-2  | 0-1  | 0-2  | 2-0  | 0-1  | 0-2  | 1-1  | –––– | 1-1  | 0-2  | 0-6  | 1-1  | 0-4  | 2-4  | 1-2  | 1-4  | 1-3  | 1-2  |
| Leicester City    | 0-2  | 1-2  | 1-0  | 0-4  | 2-2  | 1-2  | 0-2  | 1-1  | 0-2  | 2-0  | –––– | 0-1  | 0-2  | 0-3  | 0-3  | 1-3  | 2-0  | 1-1  | 3-1  | 0-3  |
| Liverpool         | 2-2  | 2-0  | 3-0  | 2-0  | 2-1  | 2-1  | 1-1  | 1-0  | 2-2  | 4-1  | 3-1  | –––– | 2-0  | 2-2  | 2-0  | 0-1  | 3-1  | 5-1  | 2-1  | 2-1  |
| Manchester City   | 2-2  | 2-1  | 3-1  | 2-1  | 2-2  | 3-1  | 5-2  | 1-1  | 3-2  | 4-1  | 2-0  | 0-2  | –––– | 1-2  | 4-0  | 3-0  | 1-0  | 0-4  | 4-1  | 1-0  |
| Manchester Utd    | 1-1  | 2-0  | 0-3  | 2-1  | 1-3  | 1-1  | 0-2  | 4-0  | 1-0  | 3-2  | 3-0  | 0-3  | 0-0  | –––– | 0-2  | 2-3  | 3-1  | 0-3  | 0-2  | 0-1  |
| Newcastle Utd     | 1-0  | 3-0  | 1-4  | 2-1  | 0-1  | 2-0  | 5-0  | 0-1  | 1-2  | 3-0  | 4-0  | 3-3  | 1-1  | 4-1  | –––– | 4-3  | 1-0  | 2-1  | 0-2  | 3-0  |
| Nottingham Forest | 0-0  | 2-1  | 1-1  | 0-2  | 7-0  | 0-1  | 1-0  | 0-1  | 0-1  | 1-0  | 2-2  | 1-1  | 1-0  | 1-0  | 1-3  | –––– | 3-2  | 1-0  | 3-0  | 1-1  |
| Southampton       | 1-2  | 0-3  | 1-3  | 0-5  | 0-4  | 1-5  | 1-1  | 1-0  | 1-2  | 1-1  | 2-3  | 2-3  | 0-0  | 0-3  | 1-3  | 0-1  | –––– | 0-5  | 0-1  | 1-2  |
| Tottenham         | 0-1  | 4-1  | 2-2  | 3-1  | 1-4  | 3-4  | 0-2  | 4-0  | 1-1  | 1-2  | 1-2  | 3-6  | 0-1  | 1-0  | 1-2  | 1-2  | 3-1  | –––– | 4-1  | 2-2  |
| West Ham          | 2-5  | 1-2  | 2-2  | 0-1  | 1-1  | 0-3  | 0-2  | 0-0  | 3-2  | 4-1  | 2-0  | 0-5  | 1-3  | 2-1  | 0-1  | 1-2  | 1-1  | 1-1  | –––– | 2-1  |
| Wolverhampton     | 0-1  | 2-0  | 2-4  | 1-1  | 0-2  | 2-6  | 2-2  | 1-1  | 1-2  | 1-2  | 3-0  | 1-2  | 1-2  | 2-0  | 1-2  | 0-3  | 2-0  | 4-2  | 1-0  | –––– |

### Calendario

#### Girone di andata
|         | 1ª giornata                   |     |
|         |                               |     |
| 16 ago. | Manchester Utd-Fulham         | 1-0 |
| 17 ago. | Ipswich Town-Liverpool        | 0-2 |
| 17 ago. | Arsenal-Wolverhampton         | 2-0 |
| 17 ago. | Everton-Brighton              | 0-3 |
| 17 ago. | Newcastle-Southampton         | 1-0 |
| 17 ago. | Nottingham Forest-Bournemouth | 1-1 |
| 17 ago. | West Ham-Aston Villa          | 1-2 |
| 18 ago. | Brentford-Crystal Palace      | 2-1 |
| 18 ago. | Chelsea-Manchester City       | 0-2 |
| 19 ago. | Leicester City-Tottenham      | 1-1 |

|         | 2ª giornata                   |     |
|         |                               |     |
| 24 ago. | Brighton-Manchester Utd       | 2-1 |
| 24 ago. | Crystal Palace-West Ham       | 0-2 |
| 24 ago. | Fulham-Leicester City         | 2-1 |
| 24 ago. | Manchester City-Ipswich Town  | 4-1 |
| 24 ago. | Southampton-Nottingham Forest | 0-1 |
| 24 ago. | Tottenham-Everton             | 4-0 |
| 24 ago. | Aston Villa-Arsenal           | 0-2 |
| 25 ago. | Bournemouth-Newcastle         | 1-1 |
| 25 ago. | Wolverhampton-Chelsea         | 2-6 |
| 25 ago. | Liverpool-Brentford           | 2-0 |

|         | 1ª giornata                   |     |
|         |                               |     |
| 16 ago. | Manchester Utd-Fulham         | 1-0 |
| 17 ago. | Ipswich Town-Liverpool        | 0-2 |
| 17 ago. | Arsenal-Wolverhampton         | 2-0 |
| 17 ago. | Everton-Brighton              | 0-3 |
| 17 ago. | Newcastle-Southampton         | 1-0 |
| 17 ago. | Nottingham Forest-Bournemouth | 1-1 |
| 17 ago. | West Ham-Aston Villa          | 1-2 |
| 18 ago. | Brentford-Crystal Palace      | 2-1 |
| 18 ago. | Chelsea-Manchester City       | 0-2 |
| 19 ago. | Leicester City-Tottenham      | 1-1 |

|         | 2ª giornata                   |     |
|         |                               |     |
| 24 ago. | Brighton-Manchester Utd       | 2-1 |
| 24 ago. | Crystal Palace-West Ham       | 0-2 |
| 24 ago. | Fulham-Leicester City         | 2-1 |
| 24 ago. | Manchester City-Ipswich Town  | 4-1 |
| 24 ago. | Southampton-Nottingham Forest | 0-1 |
| 24 ago. | Tottenham-Everton             | 4-0 |
| 24 ago. | Aston Villa-Arsenal           | 0-2 |
| 25 ago. | Bournemouth-Newcastle         | 1-1 |
| 25 ago. | Wolverhampton-Chelsea         | 2-6 |
| 25 ago. | Liverpool-Brentford           | 2-0 |

|         | 3ª giornata                     |     |
|         |                                 |     |
| 31 ago. | Arsenal-Brighton                | 1-1 |
| 31 ago. | Brentford-Southampton           | 3-1 |
| 31 ago. | Everton-Bournemouth             | 2-3 |
| 31 ago. | Ipswich Town-Fulham             | 1-1 |
| 31 ago. | Leicester City-Aston Villa      | 1-2 |
| 31 ago. | Nottingham Forest-Wolverhampton | 1-1 |
| 31 ago. | West Ham-Manchester City        | 1-3 |
| 1º set. | Chelsea-Crystal Palace          | 1-1 |
| 1º set. | Newcastle-Tottenham             | 2-1 |
| 1º set. | Manchester United-Liverpool     | 0-3 |

|         | 4ª giornata                   |     |
|         |                               |     |
| 14 set. | Southampton-Manchester Utd    | 0-3 |
| 14 set. | Brighton-Ipswich Town         | 0-0 |
| 14 set. | Crystal Palace-Leicester City | 2-2 |
| 14 set. | Fulham-West Ham               | 1-1 |
| 14 set. | Liverpool-Nottingham Forest   | 0-1 |
| 14 set. | Manchester City-Brentford     | 2-1 |
| 14 set. | Aston Villa-Everton           | 3-2 |
| 14 set. | Bournemouth-Chelsea           | 0-1 |
| 15 set. | Tottenham-Arsenal             | 0-1 |
| 15 set. | Wolverhampton-Newcastle       | 1-2 |

|         | 3ª giornata                     |     |
|         |                                 |     |
| 31 ago. | Arsenal-Brighton                | 1-1 |
| 31 ago. | Brentford-Southampton           | 3-1 |
| 31 ago. | Everton-Bournemouth             | 2-3 |
| 31 ago. | Ipswich Town-Fulham             | 1-1 |
| 31 ago. | Leicester City-Aston Villa      | 1-2 |
| 31 ago. | Nottingham Forest-Wolverhampton | 1-1 |
| 31 ago. | West Ham-Manchester City        | 1-3 |
| 1º set. | Chelsea-Crystal Palace          | 1-1 |
| 1º set. | Newcastle-Tottenham             | 2-1 |
| 1º set. | Manchester United-Liverpool     | 0-3 |

|         | 4ª giornata                   |     |
|         |                               |     |
| 14 set. | Southampton-Manchester Utd    | 0-3 |
| 14 set. | Brighton-Ipswich Town         | 0-0 |
| 14 set. | Crystal Palace-Leicester City | 2-2 |
| 14 set. | Fulham-West Ham               | 1-1 |
| 14 set. | Liverpool-Nottingham Forest   | 0-1 |
| 14 set. | Manchester City-Brentford     | 2-1 |
| 14 set. | Aston Villa-Everton           | 3-2 |
| 14 set. | Bournemouth-Chelsea           | 0-1 |
| 15 set. | Tottenham-Arsenal             | 0-1 |
| 15 set. | Wolverhampton-Newcastle       | 1-2 |

|         | 5ª giornata                   |     |
|         |                               |     |
| 21 set. | West Ham-Chelsea              | 0-3 |
| 21 set. | Aston Villa-Wolverhampton     | 3-1 |
| 21 set. | Fulham-Newcastle              | 3-1 |
| 21 set. | Leicester City-Everton        | 1-1 |
| 21 set. | Liverpool-Bournemouth         | 3-0 |
| 21 set. | Southampton-Ipswich Town      | 1-1 |
| 21 set. | Tottenham-Brentford           | 3-1 |
| 21 set. | Crystal Palace-Manchester Utd | 0-0 |
| 22 set. | Brighton-Nottingham Forest    | 2-2 |
| 22 set. | Manchester City-Arsenal       | 2-2 |

|         | 6ª giornata                 |     |
|         |                             |     |
| 28 set. | Newcastle-Manchester City   | 1-1 |
| 28 set. | Arsenal-Leicester City      | 4-2 |
| 28 set. | Brentford-West Ham          | 1-1 |
| 28 set. | Chelsea-Brighton            | 4-2 |
| 28 set. | Everton-Crystal Palace      | 2-1 |
| 28 set. | Nottingham Forest-Fulham    | 0-1 |
| 28 set. | Wolverhampton-Liverpool     | 1-2 |
| 29 set. | Ipswich Town-Aston Villa    | 2-2 |
| 29 set. | Manchester United-Tottenham | 0-3 |
| 30 set. | Bournemouth-Southampton     | 3-1 |

|         | 5ª giornata                   |     |
|         |                               |     |
| 21 set. | West Ham-Chelsea              | 0-3 |
| 21 set. | Aston Villa-Wolverhampton     | 3-1 |
| 21 set. | Fulham-Newcastle              | 3-1 |
| 21 set. | Leicester City-Everton        | 1-1 |
| 21 set. | Liverpool-Bournemouth         | 3-0 |
| 21 set. | Southampton-Ipswich Town      | 1-1 |
| 21 set. | Tottenham-Brentford           | 3-1 |
| 21 set. | Crystal Palace-Manchester Utd | 0-0 |
| 22 set. | Brighton-Nottingham Forest    | 2-2 |
| 22 set. | Manchester City-Arsenal       | 2-2 |

|         | 6ª giornata                 |     |
|         |                             |     |
| 28 set. | Newcastle-Manchester City   | 1-1 |
| 28 set. | Arsenal-Leicester City      | 4-2 |
| 28 set. | Brentford-West Ham          | 1-1 |
| 28 set. | Chelsea-Brighton            | 4-2 |
| 28 set. | Everton-Crystal Palace      | 2-1 |
| 28 set. | Nottingham Forest-Fulham    | 0-1 |
| 28 set. | Wolverhampton-Liverpool     | 1-2 |
| 29 set. | Ipswich Town-Aston Villa    | 2-2 |
| 29 set. | Manchester United-Tottenham | 0-3 |
| 30 set. | Bournemouth-Southampton     | 3-1 |

|        | 7ª giornata                   |     |
|        |                               |     |
| 5 ott. | Crystal Palace-Liverpool      | 0-1 |
| 5 ott. | Arsenal-Southampton           | 3-1 |
| 5 ott. | Brentford-Wolverhampton       | 5-3 |
| 5 ott. | Leicester City-Bournemouth    | 1-0 |
| 5 ott. | Manchester City-Fulham        | 3-2 |
| 5 ott. | West Ham-Ipswich Town         | 4-1 |
| 5 ott. | Everton-Newcastle             | 0-0 |
| 6 ott. | Aston Villa-Manchester United | 0-0 |
| 6 ott. | Chelsea-Nottingham Forest     | 1-1 |
| 6 ott. | Brighton-Tottenham            | 3-2 |

|         | 8ª giornata                      |     |
|         |                                  |     |
| 19 ott. | Tottenham-West Ham               | 4-1 |
| 19 ott. | Fulham-Aston Villa               | 1-3 |
| 19 ott. | Ipswich Town-Everton             | 0-2 |
| 19 ott. | Manchester Utd-Brentford         | 2-1 |
| 19 ott. | Newcastle-Brighton               | 0-1 |
| 19 ott. | Southampton-Leicester City       | 2-3 |
| 19 ott. | Bournemouth-Arsenal              | 2-0 |
| 20 ott. | Wolverhampton-Manchester City    | 1-2 |
| 20 ott. | Liverpool-Chelsea                | 2-1 |
| 21 ott. | Nottingham Forest-Crystal Palace | 1-0 |

|        | 7ª giornata                   |     |
|        |                               |     |
| 5 ott. | Crystal Palace-Liverpool      | 0-1 |
| 5 ott. | Arsenal-Southampton           | 3-1 |
| 5 ott. | Brentford-Wolverhampton       | 5-3 |
| 5 ott. | Leicester City-Bournemouth    | 1-0 |
| 5 ott. | Manchester City-Fulham        | 3-2 |
| 5 ott. | West Ham-Ipswich Town         | 4-1 |
| 5 ott. | Everton-Newcastle             | 0-0 |
| 6 ott. | Aston Villa-Manchester United | 0-0 |
| 6 ott. | Chelsea-Nottingham Forest     | 1-1 |
| 6 ott. | Brighton-Tottenham            | 3-2 |

|         | 8ª giornata                      |     |
|         |                                  |     |
| 19 ott. | Tottenham-West Ham               | 4-1 |
| 19 ott. | Fulham-Aston Villa               | 1-3 |
| 19 ott. | Ipswich Town-Everton             | 0-2 |
| 19 ott. | Manchester Utd-Brentford         | 2-1 |
| 19 ott. | Newcastle-Brighton               | 0-1 |
| 19 ott. | Southampton-Leicester City       | 2-3 |
| 19 ott. | Bournemouth-Arsenal              | 2-0 |
| 20 ott. | Wolverhampton-Manchester City    | 1-2 |
| 20 ott. | Liverpool-Chelsea                | 2-1 |
| 21 ott. | Nottingham Forest-Crystal Palace | 1-0 |

|         | 9ª giornata                      |     |
|         |                                  |     |
| 25 ott. | Leicester City-Nottingham Forest | 1-3 |
| 26 ott. | Aston Villa-Bournemouth          | 1-1 |
| 26 ott. | Brentord-Ipswich Town            | 3-3 |
| 26 ott. | Brighton-Wolverhampton           | 2-2 |
| 26 ott. | Manchester City-Southampton      | 1-0 |
| 26 ott. | Everton-Fulham                   | 1-1 |
| 27 ott. | Chelsea-Newcastle                | 2-1 |
| 27 ott. | Crystal Palace-Tottenham         | 1-0 |
| 27 ott. | West Ham-Manchester Utd          | 2-1 |
| 27 ott. | Arsenal-Liverpool                | 2-2 |

|        | 10ª giornata                 |     |
|        |                              |     |
| 2 nov. | Newcastle-Arsenal            | 1-0 |
| 2 nov. | Bournemouth-Manchester City  | 2-1 |
| 2 nov. | Ipswich Town-Leicester City  | 1-1 |
| 2 nov. | Liverpool-Brighton           | 2-1 |
| 2 nov. | Nottingham Forest-West Ham   | 3-0 |
| 2 nov. | Southampton-Everton          | 1-0 |
| 2 nov. | Wolverhampton-Crystal Palace | 2-2 |
| 3 nov. | Tottenham-Aston Villa        | 4-1 |
| 3 nov. | Manchester Utd-Chelsea       | 1-1 |
| 4 nov. | Fulham-Brentford             | 2-1 |

|         | 9ª giornata                      |     |
|         |                                  |     |
| 25 ott. | Leicester City-Nottingham Forest | 1-3 |
| 26 ott. | Aston Villa-Bournemouth          | 1-1 |
| 26 ott. | Brentord-Ipswich Town            | 3-3 |
| 26 ott. | Brighton-Wolverhampton           | 2-2 |
| 26 ott. | Manchester City-Southampton      | 1-0 |
| 26 ott. | Everton-Fulham                   | 1-1 |
| 27 ott. | Chelsea-Newcastle                | 2-1 |
| 27 ott. | Crystal Palace-Tottenham         | 1-0 |
| 27 ott. | West Ham-Manchester Utd          | 2-1 |
| 27 ott. | Arsenal-Liverpool                | 2-2 |

|        | 10ª giornata                 |     |
|        |                              |     |
| 2 nov. | Newcastle-Arsenal            | 1-0 |
| 2 nov. | Bournemouth-Manchester City  | 2-1 |
| 2 nov. | Ipswich Town-Leicester City  | 1-1 |
| 2 nov. | Liverpool-Brighton           | 2-1 |
| 2 nov. | Nottingham Forest-West Ham   | 3-0 |
| 2 nov. | Southampton-Everton          | 1-0 |
| 2 nov. | Wolverhampton-Crystal Palace | 2-2 |
| 3 nov. | Tottenham-Aston Villa        | 4-1 |
| 3 nov. | Manchester Utd-Chelsea       | 1-1 |
| 4 nov. | Fulham-Brentford             | 2-1 |

|         | 11ª giornata                  |     |
|         |                               |     |
| 9 nov.  | Brentford-Bournemouth         | 3-2 |
| 9 nov.  | Crystal Palace-Fulham         | 0-2 |
| 9 nov.  | West Ham-Everton              | 0-0 |
| 9 nov.  | Wolverhampton-Southampton     | 2-0 |
| 9 nov.  | Brighton-Manchester City      | 2-1 |
| 9 nov.  | Liverpool-Aston Villa         | 2-0 |
| 10 nov. | Manchester Utd-Leicester City | 3-0 |
| 10 nov. | Nottingham Forest-Newcastle   | 1-3 |
| 10 nov. | Tottenham-Ipswich Town        | 1-2 |
| 10 nov. | Chelsea-Arsenal               | 1-1 |

|         | 12ª giornata                |     |
|         |                             |     |
| 23 nov. | Leicester City-Chelsea      | 1-2 |
| 23 nov. | Arsenal-Nottingham Forest   | 3-0 |
| 23 nov. | Aston Villa-Crystal Palace  | 2-2 |
| 23 nov. | Bournemouth-Brighton        | 1-2 |
| 23 nov. | Everton-Brentford           | 0-0 |
| 23 nov. | Fulham-Wolverhampton        | 1-4 |
| 23 nov. | Manchester City-Tottenham   | 0-4 |
| 24 nov. | Southampton-Liverpool       | 2-3 |
| 24 nov. | Ipswich Town-Manchester Utd | 1-1 |
| 25 nov. | Newcastle-West Ham          | 0-2 |

|         | 11ª giornata                  |     |
|         |                               |     |
| 9 nov.  | Brentford-Bournemouth         | 3-2 |
| 9 nov.  | Crystal Palace-Fulham         | 0-2 |
| 9 nov.  | West Ham-Everton              | 0-0 |
| 9 nov.  | Wolverhampton-Southampton     | 2-0 |
| 9 nov.  | Brighton-Manchester City      | 2-1 |
| 9 nov.  | Liverpool-Aston Villa         | 2-0 |
| 10 nov. | Manchester Utd-Leicester City | 3-0 |
| 10 nov. | Nottingham Forest-Newcastle   | 1-3 |
| 10 nov. | Tottenham-Ipswich Town        | 1-2 |
| 10 nov. | Chelsea-Arsenal               | 1-1 |

|         | 12ª giornata                |     |
|         |                             |     |
| 23 nov. | Leicester City-Chelsea      | 1-2 |
| 23 nov. | Arsenal-Nottingham Forest   | 3-0 |
| 23 nov. | Aston Villa-Crystal Palace  | 2-2 |
| 23 nov. | Bournemouth-Brighton        | 1-2 |
| 23 nov. | Everton-Brentford           | 0-0 |
| 23 nov. | Fulham-Wolverhampton        | 1-4 |
| 23 nov. | Manchester City-Tottenham   | 0-4 |
| 24 nov. | Southampton-Liverpool       | 2-3 |
| 24 nov. | Ipswich Town-Manchester Utd | 1-1 |
| 25 nov. | Newcastle-West Ham          | 0-2 |

|         | 13ª giornata                   |     |
|         |                                |     |
| 29 nov. | Brighton-Southampton           | 1-1 |
| 30 nov. | Brentford-Leicester City       | 4-1 |
| 30 nov. | Crystal Palace-Newcastle       | 1-1 |
| 30 nov. | Nottingham Forest-Ipswich Town | 1-0 |
| 30 nov. | Wolverhampton-Bournemouth      | 2-4 |
| 30 nov. | West Ham-Arsenal               | 2-5 |
| 1° dic. | Chelsea-Aston Villa            | 3-0 |
| 1° dic. | Manchester Utd-Everton         | 4-0 |
| 1° dic. | Tottenham-Fulham               | 1-1 |
| 1° dic. | Liverpool-Manchester City      | 2-0 |

|        | 14ª giornata                      |     |
|        |                                   |     |
| 3 dic. | Ipswich Town-Crystal Palace       | 0-1 |
| 3 dic. | Leicester City-West Ham           | 3-1 |
| 4 dic. | Everton-Wolverhampton             | 4-0 |
| 4 dic. | Manchester City-Nottingham Forest | 3-0 |
| 4 dic. | Newcastle-Liverpool               | 3-3 |
| 4 dic. | Southampton-Chelsea               | 1-5 |
| 4 dic. | Arsenal-Manchester Utd            | 2-0 |
| 4 dic. | Aston Villa-Brentford             | 3-1 |
| 5 dic. | Fulham-Brighton                   | 3-1 |
| 5 dic. | Bournemouth-Tottenham             | 1-0 |

|         | 13ª giornata                   |     |
|         |                                |     |
| 29 nov. | Brighton-Southampton           | 1-1 |
| 30 nov. | Brentford-Leicester City       | 4-1 |
| 30 nov. | Crystal Palace-Newcastle       | 1-1 |
| 30 nov. | Nottingham Forest-Ipswich Town | 1-0 |
| 30 nov. | Wolverhampton-Bournemouth      | 2-4 |
| 30 nov. | West Ham-Arsenal               | 2-5 |
| 1° dic. | Chelsea-Aston Villa            | 3-0 |
| 1° dic. | Manchester Utd-Everton         | 4-0 |
| 1° dic. | Tottenham-Fulham               | 1-1 |
| 1° dic. | Liverpool-Manchester City      | 2-0 |

|        | 14ª giornata                      |     |
|        |                                   |     |
| 3 dic. | Ipswich Town-Crystal Palace       | 0-1 |
| 3 dic. | Leicester City-West Ham           | 3-1 |
| 4 dic. | Everton-Wolverhampton             | 4-0 |
| 4 dic. | Manchester City-Nottingham Forest | 3-0 |
| 4 dic. | Newcastle-Liverpool               | 3-3 |
| 4 dic. | Southampton-Chelsea               | 1-5 |
| 4 dic. | Arsenal-Manchester Utd            | 2-0 |
| 4 dic. | Aston Villa-Brentford             | 3-1 |
| 5 dic. | Fulham-Brighton                   | 3-1 |
| 5 dic. | Bournemouth-Tottenham             | 1-0 |

|         | 15ª giornata                     |     |
|         |                                  |     |
| 7 dic.  | Aston Villa-Southampton          | 1-0 |
| 7 dic.  | Brentford-Newcastle              | 4-2 |
| 7 dic.  | Crystal Palace-Manchester City   | 2-2 |
| 7 dic.  | Manchester Utd-Nottingham Forest | 2-3 |
| 8 dic.  | Fulham-Arsenal                   | 1-1 |
| 8 dic.  | Ipswich Town-Bournemouth         | 1-2 |
| 8 dic.  | Leicester City-Brighton          | 2-2 |
| 8 dic.  | Tottenham-Chelsea                | 3-4 |
| 9 dic.  | West Ham-Wolverhampton           | 2-1 |
| 12 feb. | Everton-Liverpool                | 2-2 |

|         | 16ª giornata                   |     |
|         |                                |     |
| 14 dic. | Arsenal-Everton                | 0-0 |
| 14 dic. | Liverpool-Fulham               | 2-2 |
| 14 dic. | Newcastle-Leicester City       | 4-0 |
| 14 dic. | Wolverhampton-Ipswich Town     | 1-2 |
| 14 dic. | Nottingham Forest-Aston Villa  | 2-1 |
| 15 dic. | Brighton-Crystal Palace        | 1-3 |
| 15 dic. | Manchester City-Manchester Utd | 1-2 |
| 15 dic. | Chelsea-Brentford              | 2-1 |
| 15 dic. | Southampton-Tottenham          | 0-5 |
| 16 dic. | Bournemouth-West Ham           | 1-1 |

|         | 15ª giornata                     |     |
|         |                                  |     |
| 7 dic.  | Aston Villa-Southampton          | 1-0 |
| 7 dic.  | Brentford-Newcastle              | 4-2 |
| 7 dic.  | Crystal Palace-Manchester City   | 2-2 |
| 7 dic.  | Manchester Utd-Nottingham Forest | 2-3 |
| 8 dic.  | Fulham-Arsenal                   | 1-1 |
| 8 dic.  | Ipswich Town-Bournemouth         | 1-2 |
| 8 dic.  | Leicester City-Brighton          | 2-2 |
| 8 dic.  | Tottenham-Chelsea                | 3-4 |
| 9 dic.  | West Ham-Wolverhampton           | 2-1 |
| 12 feb. | Everton-Liverpool                | 2-2 |

|         | 16ª giornata                   |     |
|         |                                |     |
| 14 dic. | Arsenal-Everton                | 0-0 |
| 14 dic. | Liverpool-Fulham               | 2-2 |
| 14 dic. | Newcastle-Leicester City       | 4-0 |
| 14 dic. | Wolverhampton-Ipswich Town     | 1-2 |
| 14 dic. | Nottingham Forest-Aston Villa  | 2-1 |
| 15 dic. | Brighton-Crystal Palace        | 1-3 |
| 15 dic. | Manchester City-Manchester Utd | 1-2 |
| 15 dic. | Chelsea-Brentford              | 2-1 |
| 15 dic. | Southampton-Tottenham          | 0-5 |
| 16 dic. | Bournemouth-West Ham           | 1-1 |

|         | 17ª giornata                 |     |
|         |                              |     |
| 21 dic. | Aston Villa-Manchester City  | 2-1 |
| 21 dic. | Brentford-Nottingham Forest  | 0-2 |
| 21 dic. | Ipswich Town-Newcastle       | 0-4 |
| 21 dic. | West Ham-Brighton            | 1-1 |
| 21 dic. | Crystal Palace-Arsenal       | 1-5 |
| 22 dic. | Everton-Chelsea              | 0-0 |
| 22 dic. | Fulham-Southampton           | 0-0 |
| 22 dic. | Leicester City-Wolverhampton | 0-3 |
| 22 dic. | Manchester Utd-Bournemouth   | 0-3 |
| 22 dic. | Tottenham-Liverpool          | 3-6 |

|         | 18ª giornata                 |     |
|         |                              |     |
| 26 dic. | Manchester City-Everton      | 1-1 |
| 26 dic. | Bournemouth-Crystal Palace   | 0-0 |
| 26 dic. | Chelsea-Fulham               | 1-2 |
| 26 dic. | Newcastle-Aston Villa        | 3-0 |
| 26 dic. | Nottingham Forest-Tottenham  | 1-0 |
| 26 dic. | Southampton-West Ham         | 0-1 |
| 26 dic. | Wolverhampton-Manchester Utd | 2-0 |
| 26 dic. | Liverpool-Leicester City     | 3-1 |
| 27 dic. | Brighton-Brentford           | 0-0 |
| 27 dic. | Arsenal-Ipswich Town         | 1-0 |

|         | 17ª giornata                 |     |
|         |                              |     |
| 21 dic. | Aston Villa-Manchester City  | 2-1 |
| 21 dic. | Brentford-Nottingham Forest  | 0-2 |
| 21 dic. | Ipswich Town-Newcastle       | 0-4 |
| 21 dic. | West Ham-Brighton            | 1-1 |
| 21 dic. | Crystal Palace-Arsenal       | 1-5 |
| 22 dic. | Everton-Chelsea              | 0-0 |
| 22 dic. | Fulham-Southampton           | 0-0 |
| 22 dic. | Leicester City-Wolverhampton | 0-3 |
| 22 dic. | Manchester Utd-Bournemouth   | 0-3 |
| 22 dic. | Tottenham-Liverpool          | 3-6 |

|         | 18ª giornata                 |     |
|         |                              |     |
| 26 dic. | Manchester City-Everton      | 1-1 |
| 26 dic. | Bournemouth-Crystal Palace   | 0-0 |
| 26 dic. | Chelsea-Fulham               | 1-2 |
| 26 dic. | Newcastle-Aston Villa        | 3-0 |
| 26 dic. | Nottingham Forest-Tottenham  | 1-0 |
| 26 dic. | Southampton-West Ham         | 0-1 |
| 26 dic. | Wolverhampton-Manchester Utd | 2-0 |
| 26 dic. | Liverpool-Leicester City     | 3-1 |
| 27 dic. | Brighton-Brentford           | 0-0 |
| 27 dic. | Arsenal-Ipswich Town         | 1-0 |

| \| \| 19ª giornata \| \| \| \| \| \| \| 29 dic. \| Leicester City-Manchester City \| 0-2 \| \| 29 dic. \| Crystal Palace-Southampton \| 2-1 \| \| 29 dic. \| Everton-Nottingham Forest \| 0-2 \| \| 29 dic. \| Fulham-Bournemouth \| 2-2 \| \| 29 dic. \| Tottenham-Wolverhampton \| 2-2 \| \| 29 dic. \| West Ham-Liverpool \| 0-5 \| \| 30 dic. \| Aston Villa-Brighton \| 2-2 \| \| 30 dic. \| Ipswich Townn-Chelsea \| 2-0 \| \| 30 dic. \| Manchester Utd-Newcastle \| 0-2 \| \| 1° gen. \| Brentford-Arsenal \| 1-3 \| |                                |     |
| | 19ª giornata                   |     |
| |                                |     |
| 29 dic. | Leicester City-Manchester City | 0-2 |
| 29 dic. | Crystal Palace-Southampton     | 2-1 |
| 29 dic. | Everton-Nottingham Forest      | 0-2 |
| 29 dic. | Fulham-Bournemouth             | 2-2 |
| 29 dic. | Tottenham-Wolverhampton        | 2-2 |
| 29 dic. | West Ham-Liverpool             | 0-5 |
| 30 dic. | Aston Villa-Brighton           | 2-2 |
| 30 dic. | Ipswich Townn-Chelsea          | 2-0 |
| 30 dic. | Manchester Utd-Newcastle       | 0-2 |
| 1° gen. | Brentford-Arsenal              | 1-3 |

|         | 19ª giornata                   |     |
|         |                                |     |
| 29 dic. | Leicester City-Manchester City | 0-2 |
| 29 dic. | Crystal Palace-Southampton     | 2-1 |
| 29 dic. | Everton-Nottingham Forest      | 0-2 |
| 29 dic. | Fulham-Bournemouth             | 2-2 |
| 29 dic. | Tottenham-Wolverhampton        | 2-2 |
| 29 dic. | West Ham-Liverpool             | 0-5 |
| 30 dic. | Aston Villa-Brighton           | 2-2 |
| 30 dic. | Ipswich Townn-Chelsea          | 2-0 |
| 30 dic. | Manchester Utd-Newcastle       | 0-2 |
| 1° gen. | Brentford-Arsenal              | 1-3 |

#### Girone di ritorno
|        | 20ª giornata                    |     |
|        |                                 |     |
| 4 gen. | Tottenham-Newcastle             | 1-2 |
| 4 gen. | Aston Villa-Leicester City      | 2-1 |
| 4 gen. | Bournemouth-Everton             | 1-0 |
| 4 gen. | Crystal Palace-Chelsea          | 1-1 |
| 4 gen. | Manchester City-West Ham        | 4-1 |
| 4 gen. | Southampton-Brentford           | 0-5 |
| 4 gen. | Brighton-Arsenal                | 1-1 |
| 5 gen. | Fulham-Ipswich Town             | 2-2 |
| 5 gen. | Liverpool-Manchester Utd        | 2-2 |
| 6 gen. | Wolverhampton-Nottingham Forest | 0-3 |

|         | 21ª giornata                  |     |
|         |                               |     |
| 14 gen. | Brentford-Manchester City     | 2-2 |
| 14 gen. | Chelsea-Bournemouth           | 2-2 |
| 14 gen. | West Ham-Fulham               | 3-2 |
| 14 gen. | Nottingham Forest-Liverpool   | 1-1 |
| 15 gen. | Everton-Aston Villa           | 0-1 |
| 15 gen. | Leicester City-Crystal Palace | 0-2 |
| 15 gen. | Newcastle-Wolverhampton       | 3-0 |
| 15 gen. | Arsenal-Tottenham             | 2-1 |
| 16 gen. | Ipswich Town-Brighton         | 0-2 |
| 16 gen. | Manchester Utd-Southampton    | 3-1 |

|        | 20ª giornata                    |     |
|        |                                 |     |
| 4 gen. | Tottenham-Newcastle             | 1-2 |
| 4 gen. | Aston Villa-Leicester City      | 2-1 |
| 4 gen. | Bournemouth-Everton             | 1-0 |
| 4 gen. | Crystal Palace-Chelsea          | 1-1 |
| 4 gen. | Manchester City-West Ham        | 4-1 |
| 4 gen. | Southampton-Brentford           | 0-5 |
| 4 gen. | Brighton-Arsenal                | 1-1 |
| 5 gen. | Fulham-Ipswich Town             | 2-2 |
| 5 gen. | Liverpool-Manchester Utd        | 2-2 |
| 6 gen. | Wolverhampton-Nottingham Forest | 0-3 |

|         | 21ª giornata                  |     |
|         |                               |     |
| 14 gen. | Brentford-Manchester City     | 2-2 |
| 14 gen. | Chelsea-Bournemouth           | 2-2 |
| 14 gen. | West Ham-Fulham               | 3-2 |
| 14 gen. | Nottingham Forest-Liverpool   | 1-1 |
| 15 gen. | Everton-Aston Villa           | 0-1 |
| 15 gen. | Leicester City-Crystal Palace | 0-2 |
| 15 gen. | Newcastle-Wolverhampton       | 3-0 |
| 15 gen. | Arsenal-Tottenham             | 2-1 |
| 16 gen. | Ipswich Town-Brighton         | 0-2 |
| 16 gen. | Manchester Utd-Southampton    | 3-1 |

|         | 22ª giornata                  |     |
|         |                               |     |
| 18 gen. | Newcastle-Bournemouth         | 1-4 |
| 18 gen. | Brentford-Liverpool           | 0-2 |
| 18 gen. | Leicester City-Fulham         | 0-2 |
| 18 gen. | West Ham-Crystal Palace       | 0-2 |
| 18 gen. | Arsenal-Aston Villa           | 2-2 |
| 19 gen. | Everton-Tottenham             | 3-2 |
| 19 gen. | Manchester Utd-Brighton       | 1-3 |
| 19 gen. | Nottingham Forest-Southampton | 3-2 |
| 19 gen. | Ipswich Town-Manchester City  | 0-6 |
| 20 gen. | Chelsea-Wolverhampton         | 3-1 |

|         | 23ª giornata                  |     |
|         |                               |     |
| 25 gen. | Bournemouth-Nottingham Forest | 5-0 |
| 25 gen. | Brighton-Everton              | 0-1 |
| 25 gen. | Liverpool-Ipswich Town        | 4-1 |
| 25 gen. | Southampton-Newcastle         | 1-3 |
| 25 gen. | Wolverhampton-Arsenal         | 0-1 |
| 25 gen. | Manchester City-Chelsea       | 3-1 |
| 26 gen. | Crystal Palace-Brentford      | 1-2 |
| 26 gen. | Tottenham-Leicester City      | 1-2 |
| 26 gen. | Aston Villa-West Ham          | 1-1 |
| 26 gen. | Fulham-Manchester Utd         | 0-1 |

|         | 22ª giornata                  |     |
|         |                               |     |
| 18 gen. | Newcastle-Bournemouth         | 1-4 |
| 18 gen. | Brentford-Liverpool           | 0-2 |
| 18 gen. | Leicester City-Fulham         | 0-2 |
| 18 gen. | West Ham-Crystal Palace       | 0-2 |
| 18 gen. | Arsenal-Aston Villa           | 2-2 |
| 19 gen. | Everton-Tottenham             | 3-2 |
| 19 gen. | Manchester Utd-Brighton       | 1-3 |
| 19 gen. | Nottingham Forest-Southampton | 3-2 |
| 19 gen. | Ipswich Town-Manchester City  | 0-6 |
| 20 gen. | Chelsea-Wolverhampton         | 3-1 |

|         | 23ª giornata                  |     |
|         |                               |     |
| 25 gen. | Bournemouth-Nottingham Forest | 5-0 |
| 25 gen. | Brighton-Everton              | 0-1 |
| 25 gen. | Liverpool-Ipswich Town        | 4-1 |
| 25 gen. | Southampton-Newcastle         | 1-3 |
| 25 gen. | Wolverhampton-Arsenal         | 0-1 |
| 25 gen. | Manchester City-Chelsea       | 3-1 |
| 26 gen. | Crystal Palace-Brentford      | 1-2 |
| 26 gen. | Tottenham-Leicester City      | 1-2 |
| 26 gen. | Aston Villa-West Ham          | 1-1 |
| 26 gen. | Fulham-Manchester Utd         | 0-1 |

|         | 24ª giornata                  |     |
|         |                               |     |
| 1° feb. | Nottingham Forest-Brighton    | 7-0 |
| 1° feb. | Bournemouth-Liverpool         | 0-2 |
| 1° feb. | Everton-Leicester City        | 4-0 |
| 1° feb. | Ipswich Town-Southampton      | 1-2 |
| 1° feb. | Newcastle-Fulham              | 1-2 |
| 1° feb. | Wolverhampton-Aston Villa     | 2-0 |
| 2 feb.  | Brentford-Tottenham           | 0-2 |
| 2 feb.  | Manchester Utd-Crystal Palace | 0-2 |
| 2 feb.  | Arsenal-Manchester City       | 5-1 |
| 3 feb.  | Chelsea-West Ham              | 2-1 |

|         | 25ª giornata              |     |
|         |                           |     |
| 14 feb. | Brighton-Chelsea          | 3-0 |
| 15 feb. | Leicester City-Arsenal    | 0-2 |
| 15 feb. | Aston Villa-Ipswich Town  | 1-1 |
| 15 feb. | Fulham-Nottingham Forest  | 2-1 |
| 15 feb. | Manchester City-Newcastle | 4-0 |
| 15 feb. | Southampton-Bournemouth   | 1-3 |
| 15 feb. | West Ham-Brentford        | 0-1 |
| 15 feb. | Crystal Palace-Everton    | 1-2 |
| 16 feb. | Liverpool-Wolverhampton   | 2-1 |
| 16 feb. | Tottenham-Manchester Utd  | 1-0 |

|         | 24ª giornata                  |     |
|         |                               |     |
| 1° feb. | Nottingham Forest-Brighton    | 7-0 |
| 1° feb. | Bournemouth-Liverpool         | 0-2 |
| 1° feb. | Everton-Leicester City        | 4-0 |
| 1° feb. | Ipswich Town-Southampton      | 1-2 |
| 1° feb. | Newcastle-Fulham              | 1-2 |
| 1° feb. | Wolverhampton-Aston Villa     | 2-0 |
| 2 feb.  | Brentford-Tottenham           | 0-2 |
| 2 feb.  | Manchester Utd-Crystal Palace | 0-2 |
| 2 feb.  | Arsenal-Manchester City       | 5-1 |
| 3 feb.  | Chelsea-West Ham              | 2-1 |

|         | 25ª giornata              |     |
|         |                           |     |
| 14 feb. | Brighton-Chelsea          | 3-0 |
| 15 feb. | Leicester City-Arsenal    | 0-2 |
| 15 feb. | Aston Villa-Ipswich Town  | 1-1 |
| 15 feb. | Fulham-Nottingham Forest  | 2-1 |
| 15 feb. | Manchester City-Newcastle | 4-0 |
| 15 feb. | Southampton-Bournemouth   | 1-3 |
| 15 feb. | West Ham-Brentford        | 0-1 |
| 15 feb. | Crystal Palace-Everton    | 1-2 |
| 16 feb. | Liverpool-Wolverhampton   | 2-1 |
| 16 feb. | Tottenham-Manchester Utd  | 1-0 |

|         | 26ª giornata                |     |
|         |                             |     |
| 21 feb. | Leicester City-Brentford    | 0-4 |
| 22 feb. | Everton-Manchester Utd      | 2-2 |
| 22 feb. | Arsenal-West Ham            | 0-1 |
| 22 feb. | Bournemouth-Wolverhampton   | 0-1 |
| 22 feb. | Fulham-Crystal Palace       | 0-2 |
| 22 feb. | Ipswich Town-Tottenham      | 1-4 |
| 22 feb. | Southampton-Brighton        | 0-4 |
| 22 feb. | Aston Villa-Chelsea         | 2-1 |
| 23 feb. | Newcastle-Nottingham Forest | 4-3 |
| 23 feb. | Manchester City-Liverpool   | 0-2 |

|         | 27ª giornata                |     |
|         |                             |     |
| 25 feb. | Brighton-Bournemouth        | 2-1 |
| 25 feb. | Crystal Palace-Aston Villa  | 4-1 |
| 25 feb. | Wolverhampton-Fulham        | 1-2 |
| 25 feb. | Chelsea-Southampton         | 4-0 |
| 26 feb. | Brentford-Everton           | 1-1 |
| 26 feb. | Manchester Utd-Ipswich Town | 3-2 |
| 26 feb. | Nottingham Forest-Arsenal   | 0-0 |
| 26 feb. | Tottenham-Manchester City   | 0-1 |
| 26 feb. | Liverpool-Newcastle         | 2-0 |
| 27 feb. | West Ham-Leicester City     | 2-0 |

|         | 26ª giornata                |     |
|         |                             |     |
| 21 feb. | Leicester City-Brentford    | 0-4 |
| 22 feb. | Everton-Manchester Utd      | 2-2 |
| 22 feb. | Arsenal-West Ham            | 0-1 |
| 22 feb. | Bournemouth-Wolverhampton   | 0-1 |
| 22 feb. | Fulham-Crystal Palace       | 0-2 |
| 22 feb. | Ipswich Town-Tottenham      | 1-4 |
| 22 feb. | Southampton-Brighton        | 0-4 |
| 22 feb. | Aston Villa-Chelsea         | 2-1 |
| 23 feb. | Newcastle-Nottingham Forest | 4-3 |
| 23 feb. | Manchester City-Liverpool   | 0-2 |

|         | 27ª giornata                |     |
|         |                             |     |
| 25 feb. | Brighton-Bournemouth        | 2-1 |
| 25 feb. | Crystal Palace-Aston Villa  | 4-1 |
| 25 feb. | Wolverhampton-Fulham        | 1-2 |
| 25 feb. | Chelsea-Southampton         | 4-0 |
| 26 feb. | Brentford-Everton           | 1-1 |
| 26 feb. | Manchester Utd-Ipswich Town | 3-2 |
| 26 feb. | Nottingham Forest-Arsenal   | 0-0 |
| 26 feb. | Tottenham-Manchester City   | 0-1 |
| 26 feb. | Liverpool-Newcastle         | 2-0 |
| 27 feb. | West Ham-Leicester City     | 2-0 |

|         | 28ª giornata                      |     |
|         |                                   |     |
| 8 mar.  | Nottingham Forest-Manchester City | 1-0 |
| 8 mar.  | Brighton-Fulham                   | 2-1 |
| 8 mar.  | Crystal Palace-Ipswich Town       | 1-0 |
| 8 mar.  | Liverpool-Southampton             | 3-1 |
| 8 mar.  | Brentford-Aston Villa             | 0-1 |
| 8 mar.  | Wolverhampton-Everton             | 1-1 |
| 9 mar.  | Chelsea-Leicester City            | 1-0 |
| 9 mar.  | Tottenham-Bournemouth             | 2-2 |
| 9 mar.  | Manchester Utd-Arsenal            | 1-1 |
| 10 mar. | West Ham-Newcastle                | 0-1 |

|         | 29ª giornata                   |     |
|         |                                |     |
| 19 feb. | Aston Villa-Liverpool          | 2-2 |
| 15 mar. | Everton-West Ham               | 1-1 |
| 15 mar. | Ipswich Town-Nottingham Forest | 2-4 |
| 15 mar. | Manchester City-Brighton       | 2-2 |
| 15 mar. | Southampton-Wolverhampton      | 1-2 |
| 15 mar. | Bournemouth-Brentford          | 1-2 |
| 16 mar. | Arsenal-Chelsea                | 1-0 |
| 16 mar. | Fulham-Tottenham               | 2-0 |
| 16 mar. | Leicester City-Manchester Utd  | 0-3 |
| 16 apr. | Newcastle-Crystal Palace       | 5-0 |

|         | 28ª giornata                      |     |
|         |                                   |     |
| 8 mar.  | Nottingham Forest-Manchester City | 1-0 |
| 8 mar.  | Brighton-Fulham                   | 2-1 |
| 8 mar.  | Crystal Palace-Ipswich Town       | 1-0 |
| 8 mar.  | Liverpool-Southampton             | 3-1 |
| 8 mar.  | Brentford-Aston Villa             | 0-1 |
| 8 mar.  | Wolverhampton-Everton             | 1-1 |
| 9 mar.  | Chelsea-Leicester City            | 1-0 |
| 9 mar.  | Tottenham-Bournemouth             | 2-2 |
| 9 mar.  | Manchester Utd-Arsenal            | 1-1 |
| 10 mar. | West Ham-Newcastle                | 0-1 |

|         | 29ª giornata                   |     |
|         |                                |     |
| 19 feb. | Aston Villa-Liverpool          | 2-2 |
| 15 mar. | Everton-West Ham               | 1-1 |
| 15 mar. | Ipswich Town-Nottingham Forest | 2-4 |
| 15 mar. | Manchester City-Brighton       | 2-2 |
| 15 mar. | Southampton-Wolverhampton      | 1-2 |
| 15 mar. | Bournemouth-Brentford          | 1-2 |
| 16 mar. | Arsenal-Chelsea                | 1-0 |
| 16 mar. | Fulham-Tottenham               | 2-0 |
| 16 mar. | Leicester City-Manchester Utd  | 0-3 |
| 16 apr. | Newcastle-Crystal Palace       | 5-0 |

|         | 30ª giornata                     |     |
|         |                                  |     |
| 1° apr. | Arsenal-Fulham                   | 2-1 |
| 1° apr. | Wolverhampton-West Ham           | 1-0 |
| 1° apr. | Nottingham Forest-Manchester Utd | 1-0 |
| 2 apr.  | Bournemouth-Ipswich Town         | 1-2 |
| 2 apr.  | Brighton-Aston Villa             | 0-3 |
| 2 apr.  | Manchester City-Leicester City   | 2-0 |
| 2 apr.  | Newcastle-Brentford              | 2-1 |
| 2 apr.  | Southampton-Crystal Palace       | 1-1 |
| 2 apr.  | Liverpool-Everton                | 1-0 |
| 3 apr.  | Chelsea-Tottenham                | 1-0 |

|        | 31ª giornata                   |     |
|        |                                |     |
| 5 apr. | Everton-Arsenal                | 1-1 |
| 5 apr. | Crystal Palace-Brighton        | 2-1 |
| 5 apr. | Ipswich Town-Wolverhampton     | 1-2 |
| 5 apr. | West Ham-Bournemouth           | 2-2 |
| 5 apr. | Aston Villa-Nottingham Forest  | 2-1 |
| 6 apr. | Brentford-Chelsea              | 0-0 |
| 6 apr. | Fulham-Liverpool               | 3-2 |
| 6 apr. | Tottenham-Southampton          | 3-1 |
| 6 apr. | Manchester Utd-Manchester City | 0-0 |
| 7 apr. | Leicester City-Newcastle       | 0-3 |

|         | 30ª giornata                     |     |
|         |                                  |     |
| 1° apr. | Arsenal-Fulham                   | 2-1 |
| 1° apr. | Wolverhampton-West Ham           | 1-0 |
| 1° apr. | Nottingham Forest-Manchester Utd | 1-0 |
| 2 apr.  | Bournemouth-Ipswich Town         | 1-2 |
| 2 apr.  | Brighton-Aston Villa             | 0-3 |
| 2 apr.  | Manchester City-Leicester City   | 2-0 |
| 2 apr.  | Newcastle-Brentford              | 2-1 |
| 2 apr.  | Southampton-Crystal Palace       | 1-1 |
| 2 apr.  | Liverpool-Everton                | 1-0 |
| 3 apr.  | Chelsea-Tottenham                | 1-0 |

|        | 31ª giornata                   |     |
|        |                                |     |
| 5 apr. | Everton-Arsenal                | 1-1 |
| 5 apr. | Crystal Palace-Brighton        | 2-1 |
| 5 apr. | Ipswich Town-Wolverhampton     | 1-2 |
| 5 apr. | West Ham-Bournemouth           | 2-2 |
| 5 apr. | Aston Villa-Nottingham Forest  | 2-1 |
| 6 apr. | Brentford-Chelsea              | 0-0 |
| 6 apr. | Fulham-Liverpool               | 3-2 |
| 6 apr. | Tottenham-Southampton          | 3-1 |
| 6 apr. | Manchester Utd-Manchester City | 0-0 |
| 7 apr. | Leicester City-Newcastle       | 0-3 |

|         | 32ª giornata                   |     |
|         |                                |     |
| 12 apr. | Manchester City-Crystal Palace | 5-2 |
| 12 apr. | Brighton-Leicester City        | 2-2 |
| 12 apr. | Nottingham Forest-Everton      | 0-1 |
| 12 apr. | Southampton-Aston Villa        | 0-3 |
| 12 apr. | Arsenal-Brentford              | 1-1 |
| 13 apr. | Chelsea-Ipswich Town           | 2-2 |
| 13 apr. | Liverpool-West Ham             | 2-1 |
| 13 apr. | Wolverhampton-Tottenham        | 4-2 |
| 13 apr. | Newcastle-Manchester Utd       | 4-1 |
| 14 apr. | Bournemouth-Fulham             | 1-0 |

|         | 33ª giornata                 |     |
|         |                              |     |
| 19 apr. | Brentford-Brighton           | 4-2 |
| 19 apr. | Crystal Palace-Bournemouth   | 0-0 |
| 19 apr. | Everton-Manchester City      | 0-2 |
| 19 apr. | West Ham-Southampton         | 1-1 |
| 19 apr. | Aston Villa-Newcastle        | 4-1 |
| 20 apr. | Fulham-Chelsea               | 1-2 |
| 20 apr. | Ipswich Town-Arsenal         | 0-4 |
| 20 apr. | Manchester Utd-Wolverhampton | 0-1 |
| 20 apr. | Leicester City-Liverpool     | 0-1 |
| 21 apr. | Tottenham-Nottingham Forest  | 1-2 |

|         | 32ª giornata                   |     |
|         |                                |     |
| 12 apr. | Manchester City-Crystal Palace | 5-2 |
| 12 apr. | Brighton-Leicester City        | 2-2 |
| 12 apr. | Nottingham Forest-Everton      | 0-1 |
| 12 apr. | Southampton-Aston Villa        | 0-3 |
| 12 apr. | Arsenal-Brentford              | 1-1 |
| 13 apr. | Chelsea-Ipswich Town           | 2-2 |
| 13 apr. | Liverpool-West Ham             | 2-1 |
| 13 apr. | Wolverhampton-Tottenham        | 4-2 |
| 13 apr. | Newcastle-Manchester Utd       | 4-1 |
| 14 apr. | Bournemouth-Fulham             | 1-0 |

|         | 33ª giornata                 |     |
|         |                              |     |
| 19 apr. | Brentford-Brighton           | 4-2 |
| 19 apr. | Crystal Palace-Bournemouth   | 0-0 |
| 19 apr. | Everton-Manchester City      | 0-2 |
| 19 apr. | West Ham-Southampton         | 1-1 |
| 19 apr. | Aston Villa-Newcastle        | 4-1 |
| 20 apr. | Fulham-Chelsea               | 1-2 |
| 20 apr. | Ipswich Town-Arsenal         | 0-4 |
| 20 apr. | Manchester Utd-Wolverhampton | 0-1 |
| 20 apr. | Leicester City-Liverpool     | 0-1 |
| 21 apr. | Tottenham-Nottingham Forest  | 1-2 |

|         | 34ª giornata                 |     |
|         |                              |     |
| 22 apr. | Manchester City-Aston Villa  | 2-1 |
| 23 apr. | Arsenal-Crystal Palace       | 2-2 |
| 26 apr. | Chelsea-Everton              | 1-0 |
| 26 apr. | Brighton-West Ham            | 3-2 |
| 26 apr. | Newcastle-Ipswich Town       | 3-0 |
| 26 apr. | Southampton-Fulham           | 1-2 |
| 26 apr. | Wolverhampton-Leicester City | 3-0 |
| 27 apr. | Bournetmouth-Manchester Utd  | 1-1 |
| 27 apr. | Liverpool-Tottenham          | 5-1 |
| 1° mag. | Nottingham Forest-Brentford  | 0-2 |

|        | 35ª giornata                     |     |
|        |                                  |     |
| 2 mag. | Manchester City-Wolverhampton    | 1-0 |
| 3 mag. | Aston Villa-Fulham               | 1-0 |
| 3 mag. | Everton-Ipswich Town             | 2-2 |
| 3 mag. | Leicester City-Southampton       | 2-0 |
| 3 mag. | Arsenal-Bournemtouth             | 1-2 |
| 4 mag. | Brentford-Manchester Utd         | 4-3 |
| 4 mag. | Brighton-Newcastle               | 1-1 |
| 4 mag. | West Ham-Tottenham               | 1-1 |
| 4 mag. | Chelsea-Liverpool                | 3-1 |
| 5 mag. | Crystal Palace-Nottingham Forest | 1-1 |

|         | 34ª giornata                 |     |
|         |                              |     |
| 22 apr. | Manchester City-Aston Villa  | 2-1 |
| 23 apr. | Arsenal-Crystal Palace       | 2-2 |
| 26 apr. | Chelsea-Everton              | 1-0 |
| 26 apr. | Brighton-West Ham            | 3-2 |
| 26 apr. | Newcastle-Ipswich Town       | 3-0 |
| 26 apr. | Southampton-Fulham           | 1-2 |
| 26 apr. | Wolverhampton-Leicester City | 3-0 |
| 27 apr. | Bournetmouth-Manchester Utd  | 1-1 |
| 27 apr. | Liverpool-Tottenham          | 5-1 |
| 1° mag. | Nottingham Forest-Brentford  | 0-2 |

|        | 35ª giornata                     |     |
|        |                                  |     |
| 2 mag. | Manchester City-Wolverhampton    | 1-0 |
| 3 mag. | Aston Villa-Fulham               | 1-0 |
| 3 mag. | Everton-Ipswich Town             | 2-2 |
| 3 mag. | Leicester City-Southampton       | 2-0 |
| 3 mag. | Arsenal-Bournemtouth             | 1-2 |
| 4 mag. | Brentford-Manchester Utd         | 4-3 |
| 4 mag. | Brighton-Newcastle               | 1-1 |
| 4 mag. | West Ham-Tottenham               | 1-1 |
| 4 mag. | Chelsea-Liverpool                | 3-1 |
| 5 mag. | Crystal Palace-Nottingham Forest | 1-1 |

|         | 36ª giornata                     |     |
|         |                                  |     |
| 10 mag. | Fulham-Everton                   | 1-3 |
| 10 mag. | Ipswich Town-Brentford           | 0-1 |
| 10 mag. | Southampton-Manchester City      | 0-0 |
| 10 mag. | Wolverhampton-Brighton           | 0-2 |
| 10 mag. | Bournemouth-Aston Villa          | 0-1 |
| 11 mag. | Newcastle-Chelsea                | 2-0 |
| 11 mag. | Manchester Utd-West Ham          | 0-2 |
| 11 mag. | Nottingham Forest-Leicester City | 2-2 |
| 11 mag. | Tottenham-Crystal Palace         | 0-2 |
| 11 mag. | Liverpool-Arsenal                | 2-2 |

|         | 37ª giornata                 |     |
|         |                              |     |
| 16 mag. | Aston Villa-Tottenham        | 2-1 |
| 16 mag. | Chelsea-Manchester Utd       | 1-0 |
| 18 mag. | Everton-Southampton          | 2-0 |
| 18 mag. | West Ham-Nottingham Forest   | 1-2 |
| 18 mag. | Brentford-Fulham             | 2-3 |
| 18 mag. | Leicester City-Ipswich Town  | 2-0 |
| 18 mag. | Arsenal-Newcastle            | 1-0 |
| 19 mag. | Brighton-Liverpool           | 3-2 |
| 20 mag. | Crystal Palace-Wolverhampton | 4-2 |
| 20 mag. | Manchester City-Bournemouth  | 3-1 |

|         | 36ª giornata                     |     |
|         |                                  |     |
| 10 mag. | Fulham-Everton                   | 1-3 |
| 10 mag. | Ipswich Town-Brentford           | 0-1 |
| 10 mag. | Southampton-Manchester City      | 0-0 |
| 10 mag. | Wolverhampton-Brighton           | 0-2 |
| 10 mag. | Bournemouth-Aston Villa          | 0-1 |
| 11 mag. | Newcastle-Chelsea                | 2-0 |
| 11 mag. | Manchester Utd-West Ham          | 0-2 |
| 11 mag. | Nottingham Forest-Leicester City | 2-2 |
| 11 mag. | Tottenham-Crystal Palace         | 0-2 |
| 11 mag. | Liverpool-Arsenal                | 2-2 |

|         | 37ª giornata                 |     |
|         |                              |     |
| 16 mag. | Aston Villa-Tottenham        | 2-1 |
| 16 mag. | Chelsea-Manchester Utd       | 1-0 |
| 18 mag. | Everton-Southampton          | 2-0 |
| 18 mag. | West Ham-Nottingham Forest   | 1-2 |
| 18 mag. | Brentford-Fulham             | 2-3 |
| 18 mag. | Leicester City-Ipswich Town  | 2-0 |
| 18 mag. | Arsenal-Newcastle            | 1-0 |
| 19 mag. | Brighton-Liverpool           | 3-2 |
| 20 mag. | Crystal Palace-Wolverhampton | 4-2 |
| 20 mag. | Manchester City-Bournemouth  | 3-1 |

| \| \| 38ª giornata \| \| \| \| \| \| \| 25 mag. \| Bournemouth-Leicester City \| 2-0 \| \| 25 mag. \| Fulham-Manchester City \| 0-2 \| \| 25 mag. \| Ipswich Town-West Ham \| 1-3 \| \| 25 mag. \| Liverpool-Crystal Palace \| 1-1 \| \| 25 mag. \| Manchester Utd-Aston Villa \| 2-0 \| \| 25 mag. \| Newcastle-Everton \| 0-1 \| \| 25 mag. \| Nottingham Forest-Chelsea \| 0-1 \| \| 25 mag. \| Southampton-Arsenal \| 1-2 \| \| 25 mag. \| Tottenham-Brighton \| 1-4 \| \| 25 mag. \| Wolverhampton-Brentford \| 1-1 \| |                            |     |
| | 38ª giornata               |     |
| |                            |     |
| 25 mag. | Bournemouth-Leicester City | 2-0 |
| 25 mag. | Fulham-Manchester City     | 0-2 |
| 25 mag. | Ipswich Town-West Ham      | 1-3 |
| 25 mag. | Liverpool-Crystal Palace   | 1-1 |
| 25 mag. | Manchester Utd-Aston Villa | 2-0 |
| 25 mag. | Newcastle-Everton          | 0-1 |
| 25 mag. | Nottingham Forest-Chelsea  | 0-1 |
| 25 mag. | Southampton-Arsenal        | 1-2 |
| 25 mag. | Tottenham-Brighton         | 1-4 |
| 25 mag. | Wolverhampton-Brentford    | 1-1 |

|         | 38ª giornata               |     |
|         |                            |     |
| 25 mag. | Bournemouth-Leicester City | 2-0 |
| 25 mag. | Fulham-Manchester City     | 0-2 |
| 25 mag. | Ipswich Town-West Ham      | 1-3 |
| 25 mag. | Liverpool-Crystal Palace   | 1-1 |
| 25 mag. | Manchester Utd-Aston Villa | 2-0 |
| 25 mag. | Newcastle-Everton          | 0-1 |
| 25 mag. | Nottingham Forest-Chelsea  | 0-1 |
| 25 mag. | Southampton-Arsenal        | 1-2 |
| 25 mag. | Tottenham-Brighton         | 1-4 |
| 25 mag. | Wolverhampton-Brentford    | 1-1 |

## Statistiche

### Squadre

#### Capoliste solitarie
|    | —— | —— | ——      | ——      | ——        | ——        | ——        | —— | ——        | ——        | ——        | ——        | ——        | ——        | ——        | ——        | ——        | ——        | ——        | ——        | ——        | ——        | ——        | ——        | ——        | ——        | ——        | ——        | ——        | ——        | ——        | ——        | ——        | ——        | ——        | ——        | ——        | —— |  |
|    |    |    | M. City | M. City | Liverpool | Liverpool | Liverpool | MC | Liverpool | Liverpool | Liverpool | Liverpool | Liverpool | Liverpool | Liverpool | Liverpool | Liverpool | Liverpool | Liverpool | Liverpool | Liverpool | Liverpool | Liverpool | Liverpool | Liverpool | Liverpool | Liverpool | Liverpool | Liverpool | Liverpool | Liverpool | Liverpool | Liverpool | Liverpool | Liverpool | Liverpool | Liverpool |    |  |
|    |    |    |         |         |           |           |           |    |           |           |           |           |           |           |           |           |           |           |           |           |           |           |           |           |           |           |           |           |           |           |           |           |           |           |           |           |           |    |  |
|    |    |    |         |         |           |           |           |    |           |           |           |           |           |           |           |           |           |           |           |           |           |           |           |           |           |           |           |           |           |           |           |           |           |           |           |           |           |    |  |
| 1ª | 2ª | 3ª | 4ª      | 5ª      | 6ª        | 7ª        | 8ª        | 9ª | 10ª       | 11ª       | 12ª       | 13ª       | 14ª       | 15ª       | 16ª       | 17ª       | 18ª       | 19ª       | 20ª       | 21ª       | 22ª       | 23ª       | 24ª       | 25ª       | 26ª       | 27ª       | 28ª       | 29ª       | 30ª       | 31ª       | 32ª       | 33ª       | 34ª       | 35ª       | 36ª       | 37ª       | 38ª       |    |  |

#### Classifica in divenire
|                   | 1ª | 2ª | 3ª | 4ª | 5ª | 6ª | 7ª | 8ª | 9ª | 10ª | 11ª | 12ª | 13ª | 14ª | 15ª | 16ª | 17ª | 18ª | 19ª | 20ª | 21ª | 22ª | 23ª | 24ª | 25ª | 26ª | 27ª | 28ª | 29ª | 30ª | 31ª | 32ª | 33ª | 34ª | 35ª | 36ª | 37ª | 38ª |
|                   |    |    |    |    |    |    |    |    |    |     |     |     |     |     |     |     |     |     |     |     |     |     |     |     |     |     |     |     |     |     |     |     |     |     |     |     |     |     |
| ----------------- | -- | -- | -- | -- | -- | -- | -- | -- | -- | --- | --- | --- | --- | --- | --- | --- | --- | --- | --- | --- | --- | --- | --- | --- | --- | --- | --- | --- | --- | --- | --- | --- | --- | --- | --- | --- | --- | --- |
| Arsenal           | 3  | 6  | 7  | 10 | 11 | 14 | 17 | 17 | 18 | 18  | 19  | 22  | 25  | 28  | 29  | 30  | 33  | 36  | 39  | 40  | 43  | 44  | 47  | 50  | 53  | 53  | 54  | 55  | 58  | 61  | 62  | 63  | 66  | 67  | 67  | 68  | 71  | 74  |
| Aston Villa       | 3  | 3  | 6  | 9  | 12 | 13 | 14 | 17 | 18 | 18  | 18  | 19  | 19  | 22  | 25  | 25  | 28  | 28  | 29  | 32  | 35  | 36  | 37  | 37  | 38  | 42  | 42  | 45  | 39  | 48  | 51  | 54  | 57  | 57  | 60  | 63  | 66  | 66  |
| Bournemouth       | 1  | 2  | 5  | 5  | 5  | 8  | 8  | 11 | 12 | 15  | 15  | 15  | 18  | 21  | 24  | 25  | 28  | 29  | 30  | 33  | 34  | 37  | 40  | 40  | 43  | 43  | 43  | 44  | 44  | 44  | 45  | 48  | 49  | 50  | 53  | 53  | 53  | 56  |
| Brentford         | 3  | 3  | 6  | 6  | 6  | 7  | 10 | 10 | 13 | 13  | 16  | 17  | 20  | 20  | 23  | 23  | 23  | 24  | 24  | 27  | 28  | 28  | 31  | 31  | 34  | 37  | 38  | 38  | 41  | 41  | 42  | 43  | 46  | 49  | 52  | 55  | 55  | 56  |
| Brighton          | 3  | 6  | 7  | 8  | 9  | 9  | 12 | 15 | 16 | 16  | 19  | 22  | 23  | 23  | 24  | 24  | 25  | 26  | 27  | 28  | 31  | 34  | 34  | 34  | 37  | 40  | 43  | 46  | 47  | 47  | 47  | 48  | 48  | 51  | 52  | 55  | 58  | 61  |
| Chelsea           | 0  | 3  | 4  | 7  | 10 | 13 | 14 | 14 | 17 | 18  | 19  | 22  | 25  | 28  | 31  | 34  | 35  | 35  | 35  | 36  | 37  | 40  | 40  | 43  | 43  | 43  | 46  | 49  | 49  | 52  | 53  | 54  | 57  | 60  | 63  | 63  | 66  | 69  |
| Crystal Palace    | 0  | 0  | 1  | 2  | 3  | 3  | 3  | 3  | 6  | 7   | 7   | 8   | 9   | 12  | 13  | 16  | 16  | 17  | 20  | 21  | 24  | 27  | 27  | 30  | 30  | 33  | 36  | 39  | 39* | 40* | 43* | 43* | 44  | 45  | 46  | 49  | 52  | 53  |
| Everton           | 0  | 0  | 0  | 0  | 1  | 4  | 5  | 8  | 9  | 9   | 10  | 11  | 11  | 14  | 14* | 15* | 16  | 17* | 17* | 17* | 17* | 20* | 23* | 26* | 30  | 31  | 32  | 33  | 34  | 34  | 35  | 38  | 38  | 38  | 39  | 42  | 45  | 48  |
| Fulham            | 0  | 3  | 4  | 5  | 8  | 11 | 11 | 11 | 12 | 15  | 18  | 18  | 19  | 22  | 23  | 24  | 25  | 28  | 29  | 30  | 30  | 33  | 33  | 36  | 39  | 39  | 42  | 42  | 45  | 45  | 48  | 48  | 48  | 51  | 51  | 51  | 54  | 54  |
| Ipswich Town      | 0  | 0  | 1  | 2  | 3  | 4  | 4  | 4  | 4  | 5   | 8   | 9   | 9   | 9   | 9   | 12  | 12  | 12  | 15  | 16  | 16  | 16  | 16  | 16  | 17  | 17  | 17  | 17  | 17  | 20  | 20  | 21  | 21  | 21  | 22  | 22  | 22  | 22  |
| Leicester City    | 1  | 1  | 1  | 2  | 3  | 3  | 6  | 9  | 9  | 10  | 10  | 10  | 10  | 13  | 14  | 14  | 14  | 14  | 14  | 14  | 14  | 14  | 17  | 17  | 17  | 17  | 17  | 17  | 17  | 17  | 17  | 18  | 18  | 18  | 21  | 22  | 25  | 25  |
| Liverpool         | 3  | 6  | 9  | 9  | 12 | 15 | 18 | 21 | 22 | 25  | 28  | 31  | 34  | 35  | 35* | 36* | 39* | 42* | 45* | 46* | 47* | 50* | 53* | 56* | 60  | 64  | 67  | 70  | 61  | 73  | 73  | 76  | 79  | 82  | 82  | 83  | 83  | 84  |
| Manchester City   | 3  | 6  | 9  | 12 | 13 | 14 | 17 | 20 | 23 | 23  | 23  | 23  | 23  | 26  | 27  | 27  | 27  | 28  | 31  | 34  | 35  | 38  | 41  | 41  | 44  | 44  | 47  | 47  | 48  | 51  | 52  | 55  | 58  | 61  | 64  | 65  | 68  | 71  |
| Manchester Utd    | 3  | 3  | 3  | 6  | 7  | 7  | 8  | 11 | 11 | 12  | 15  | 16  | 19  | 19  | 19  | 22  | 22  | 22  | 22  | 23  | 26  | 26  | 29  | 29  | 29  | 30  | 33  | 34  | 37  | 37  | 38  | 38  | 38  | 39  | 39  | 39  | 39  | 42  |
| Newcastle Utd     | 3  | 4  | 7  | 10 | 10 | 11 | 12 | 12 | 12 | 15  | 18  | 18  | 19  | 20  | 20  | 23  | 26  | 29  | 32  | 35  | 38  | 38  | 41  | 41  | 41  | 44  | 44  | 47  | 47* | 50* | 53* | 56* | 59  | 62  | 63  | 66  | 66  | 66  |
| Nottingham Forest | 1  | 4  | 5  | 8  | 9  | 9  | 10 | 13 | 16 | 19  | 19  | 19  | 22  | 22  | 25  | 28  | 31  | 34  | 37  | 40  | 41  | 44  | 44  | 47  | 47  | 47  | 48  | 51  | 54  | 57  | 57  | 57  | 60  | 60  | 61  | 62  | 65  | 65  |
| Southampton       | 0  | 0  | 0  | 0  | 1  | 1  | 1  | 1  | 1  | 4   | 4   | 4   | 5   | 5   | 5   | 5   | 6   | 6   | 6   | 6   | 6   | 6   | 6   | 9   | 9   | 9   | 9   | 9   | 9   | 10  | 10  | 10  | 11  | 11  | 11  | 12  | 12  | 12  |
| Tottenham         | 1  | 4  | 4  | 4  | 7  | 10 | 10 | 13 | 13 | 16  | 16  | 19  | 20  | 20  | 20  | 23  | 23  | 23  | 24  | 24  | 24  | 24  | 24  | 27  | 30  | 33  | 33  | 34  | 34  | 34  | 37  | 37  | 37  | 37  | 38  | 38  | 38  | 38  |
| West Ham Utd      | 0  | 3  | 3  | 4  | 4  | 5  | 8  | 8  | 11 | 11  | 12  | 15  | 15  | 15  | 18  | 19  | 20  | 23  | 23  | 23  | 26  | 26  | 27  | 27  | 27  | 30  | 33  | 33  | 34  | 34  | 35  | 35  | 36  | 36  | 37  | 40  | 40  | 43  |
| Wolverhampton     | 0  | 0  | 1  | 1  | 1  | 1  | 1  | 1  | 2  | 3   | 6   | 9   | 9   | 9   | 9   | 9   | 12  | 15  | 16  | 16  | 16  | 16  | 16  | 19  | 19  | 22  | 22  | 23  | 26  | 29  | 32  | 35  | 38  | 41  | 41  | 41  | 41  | 42  |

NOTA: l'asterisco indica che l'incontro è stato rinviato o sospeso ed è presente sia in corrispondenza del turno rinviato sia in corrispondenza del turno immediatamente successivo al recupero: esso serve a segnalare che, nella stessa giornata successiva al recupero, la formazione vincente dispone di un punteggio maggiore. L'asterisco non compare con la squadra che esce sconfitta dal recupero (né in corrispondenza del rinvio, né per il recupero stesso), invece è da usare con entrambe le squadre se il recupero termina con un pareggio: in caso di pareggio o vittoria nella partita del recupero, può comportare un incremento potenziale "anomalo" (cioè di 2 punti o superiore ai 3 punti) nella giornata seguente dove il punteggio terrà conto di entrambe le partite (quella recuperata nel turno precedente e quella regolarmente giocata nel turno successivo: pareggio-pareggio = 2 punti; pareggio-vittoria o vittoria-pareggio = 4 punti; vittoria-vittoria = 6 punti).
La classifica tra la 26ª e la 29ª giornata tiene conto della gara Aston Villa-Liverpool 2-2 giocata in anticipo rispetto al calendario previsto, per cui i punti delle suddette squadre in quelle giornate vengono indicati in corsivo.

#### Primati stagionali
Squadre
- Maggior numero di vittorie: Liverpool (25)
- Maggior numero di pareggi: Everton (15)
- Maggior numero di sconfitte: Southampton (30)
- Minor numero di vittorie: Southampton (2)
- Minor numero di pareggi: Tottenham (5)
- Minor numero di sconfitte: Arsenal e Liverpool (4)
- Miglior attacco: Liverpool (86 gol fatti)
- Peggior attacco: Southampton (26 gol fatti)
- Miglior difesa: Arsenal (34 gol subìti)
- Peggior difesa: Southampton (86 gol subìti)
- Miglior differenza reti: Liverpool (+45)
- Peggior differenza reti: Southampton (-60)
- Miglior serie positiva: Liverpool (26, 5ª-30ª giornata)
- Peggior serie negativa: Southampton (14, 25ª-38ª giornata)
- Maggior numero di vittorie consecutive: Notthingham Forest (6, 15ª-20ª giornata), Newcastle Utd (6, 16ª-21ª giornata) e Wolverhampton (6, 29ª-34ª giornata)
- Maggior numero di pareggi consecutivi: Ipswich Town (4, 3ª-6ª giornata), Brighton (4, 17ª-20ª giornata) ed Everton (4, 26ª-29ª giornata)
- Maggior numero di sconfitte consecutive: Leicester City (8, 24ª-31ª giornata)

Partite
- Partita con più gol: Tottenham-Liverpool 3-6 (9, 17ª giornata)
- Pareggio con più gol: Newcastle Utd-Liverpool 3-3 (6, 14ª giornata)
- Maggior scarto di gol: Nottingham Forest-Brighton 7-0 (7, 24ª giornata)
- Maggior numero di reti in una giornata: 39 (15ª e 22ª giornata)
- Minor numero di reti in una giornata: 17 (18ª giornata)
- Maggior numero di espulsioni in una giornata: 5 (8ª giornata)
- Maggior numero di pareggi in una giornata: 5 (5ª giornata)

### Individuali

#### Classifica marcatori finale
| Gol | Rigori |  | Giocatore            | Squadra           |
| --- | ------ |  | -------------------- | ----------------- |
| 29  | 9      |  | Mohamed Salah        | Liverpool         |
| 23  | 4      |  | Alexander Isak       | Newcastle         |
| 22  | 3      |  | Erling Haaland       | Manchester City   |
| 20  | 3      |  | Chris Wood           | Nottingham Forest |
| 20  | 5      |  | Bryan Mbeumo         | Brentford         |
| 19  |        |  | Yoane Wissa          | Brentford         |
| 16  | 2      |  | Ollie Watkins        | Aston Villa       |
| 15  |        |  | Matheus Cunha        | Wolverhampton     |
| 15  | 4      |  | Cole Palmer          | Chelsea           |
| 14  | 2      |  | Jean-Philippe Mateta | Crystal Palace    |
| 14  |        |  | Jørgen Strand Larsen | Wolverhampton     |
| 13  | 1      |  | Jarrod Bowen         | West Ham          |
| 13  |        |  | Luis Díaz            | Liverpool         |
| 12  | 6      |  | Justin Kluivert      | Bournemouth       |
| 12  | 2      |  | Liam Delap           | Ipswich Town      |
| 12  | 3      |  | Raúl Jiménez         | Fulham            |
| 11  |        |  | Brennan Johnson      | Tottenham         |
| 11  |        |  | Kevin Schade         | Brentford         |
| 11  |        |  | Antoine Semenyo      | Bournemouth       |